# فیلم در ۲۰۱۸
در سال ۲۰۱۸ فیلم‌های متعددی ساخته شده‌است. این لیست شامل همه فیلم‌های ۲۰۱۸ و رویدادهای این سال است.

## ۱۰ فیلم پرفروش سال ۲۰۱۸
پرفروش‌ترین فیلم‌های ۲۰۱۸ به شرح زیر می‌باشد:
| رتبه | نام فیلم                             | استودیو سازنده  | فروش کل            |
| ---- | ------------------------------------ | --------------- | ------------------ |
| ۱    | انتقام جویان:جنگ ابدیت               | دیزنی           | ۲٬۰۴۸٬۳۵۹٬۷۵۴ دلار |
| ۲    | پلنگ سیاه                            | دیزنی           | ۱٬۳۴۶٬۹۱۳٬۱۶۱ دلار |
| ۳    | دنیای ژوراسیک: سقوط پادشاهی          | یونیورسال       | ۱٬۳۰۸٬۴۶۷٬۹۴۴ دلار |
| ۴    | شگفت‌انگیزان ۲                        | دیزنی           | ۱٬۲۴۲٬۸۰۵٬۳۵۹ دلار |
| ۵    | آکوامن                               | برادران وارنر   | ۱٬۱۴۸٬۰۶۱٬۸۰۷ دلار |
| ۶    | راپسودی بوهمی                        | فاکس قرن بیستم  | ۹۰۳٬۶۵۵٬۲۵۹ دلار   |
| ۷    | ونوم                                 | سونی پیکچرز     | ۸۵۶٬۰۸۵٬۱۵۱ دلار   |
| ۸    | ماموریت غیرممکن: فال اوت             | پارامونت پیکچرز | ۷۹۱٬۱۱۵٬۱۰۴ دلار   |
| ۹    | ددپول ۲                              | فاکس قرن بیستم  | ۷۸۵٬۰۴۶٬۹۲۰ دلار   |
| ۱۰   | جانوران شگفت‌انگیز: جنایات گریندل‌والد | برادران وارنر   | ۶۵۳٬۷۵۵٬۹۰۱ دلار   |

 انتقام‌جویان:جنگ ابدیت با عبور از فروش دو میلیارد دلاری، به چهارمین فیلم پر فروش تاریخ تبدیل شد. پلنگ سیاه، دنیای ژوراسیک: سقوط پادشاهی و شگفت‌انگیزان ۲ نیز هر کدام با عبور از فروش یک میلیارد دلاری، به ترتیب نهمین، دوازدهمین و نوزدهمین فیلم پر فروش تاریخ شدند، همچنین شگفت‌انگیزان ۲ به سومین انیمیشن پر فروش تاریخ تبدیل شد.

### سوابق باجه فروش ۲۰۱۸
- دنیای سینمایی مارول بعد انتشار فیلم پلنگ سیاه با پنج فیلم که فروششان از یک میلیارد دلار گذشته بود (پلنگ سیاه، انتقام جویان، مرد آهنی ۳، انتقام جویان: عصر اولتران و کاپیتان آمریکا: جنگ داخلی) و فروش کل ۱۴ میلیارد دلاری به اولین کمپانی فیلم‌های فرنچایز تبدیل شد. دو ماه بعد، مارول با انتشار انتقام جویان: جنگ ابدیت از فروش ۱۶ میلیارد دلاری گذشت و تعداد فیلم‌هایی که فروش بیش از یک میلیاردی داشتند به شش عدد رسید. همچنین انتقام جویان: جنگ ابدیت با فروش بیش از ۲ میلیارد دلار به اولین فیلم فرنچایز تبدیل شد. دو ماه بعد مارول با انتشار فیلم مرد مورچه ای و زنبورک از فروش ۱۷ میلیارد دلاری گذشت.
- چین نیز با درآمد ۱٫۶ میلیارد دلاری از مجموع فروش فیلم‌های داخلی و خارجی در ماه فوریه رکورد فروش ماهانه ۱٫۳۹۵ میلیارد دلاری آمریکای شمالی در ژوئیه ۲۰۱۱ را شکست و رکورد بیشترین درآمد ماهانه از فروش فیلم‌ها را به نام خود ثبت کرد. همچنین رکورد قبلی سینما چین در فروش ماهیانه در اوت ۲۰۱۷ با فروش ۱٫۱۷ میلیارد دلاری همراه بود. پر فروش‌ترین فیلمهای سینمای چین در طی یک ماه، عملیات دریای سرخ و شکار هیولا ۲ در فیلمهای داخلی و راز سوپر استار در فیلمهای خارجی بودند.
- برای اولین بار در تاریخ، ماه فوریه با فروش ۱ میلیارد دلاری بلیط در آمریکای شمالی، که بخش عمده آن مربوط به دیزنی و پلنگ سیاه مارول با سهم ۴۳٪ یا ۴۲۸٫۸ میلیون دلاری، در فروش ماهانه رکورد زد. رکورد قبلی ماه فوریه در سال ۲۰۱۲ با فروش ۸۱۸٫۴ میلیون دلاری بود.
- در چین، میزان فروش فیلمهای آخر هفته چنین بوده‌است: شکار هیولا ۲ (۱۹۰ میلیون دلار آمریکا)، کارآگاه محله چینی‌ها ۲(۱۵۴ میلیون دلار آمریکا)، پادشاه میمون ۳ (۷۹٫۹ میلیون دلار آمریکا)، عملیات دریای سرخ (۷۰٫۳ میلیون دلار آمریکا) و خرس‌های بونیه: کوچک شدن بزرگ (۴۰٫۹ میلیون دلار آمریکا). که با مجموع فروش ۵۴۳ میلیون دلاری، از دو برابر فروش بایگانی در ۲۰۱۷(۲۰۵ میلیون دلار) و ۲۰۱۶ (۲۲۴ میلیون دلار) در دوره زمانی مشابه بیشتر بوده و رکورد جدیدی به نام خود ثبت کرده‌است. بیشترین فروش آخر هفته قبل از این، متعلق به ۱۸–۲۰ دسامبر ۲۰۱۷ در آمریکای شمالی با فروشی نزدیک به ۳۰۶ میلیون دلاری با کمک بزرگ جنگ ستارگان: نیرو برمی‌خیزد با فروش ۲۴۸ میلیون دلاری بوده‌است.
- در همان آخر هفته، چین با درآمد ۱۵ میلیون دلاری آی مکس، از سه فیلم یک رکورد جدید آی مکس ثبت کرد.
- در سه‌ماهه اول سال ۲۰۱۸، چین با عبور از فروش ۳٫۱۷ میلیارد دلاری در مقایسه با آمریکای شمالی که در همان زمان که ۲٫۸۹ میلیارد دلار فروش داشت، آمریکای شمالی را غافلگیر کرد و برای اولین بار صاحب بزرگترین باکس آفیس شد. با وجود کاهش درآمد از فیلم‌های هالیوودی، باکس آفیس چین در درجه اول با فیلم‌های داخلی و در ادامه با فیلم‌های خارجی غیر هالیوود مانند بالیوود هند و فیلم‌های برادر باجرانگی و راز سوپراستار بدین جایگاه رسید.

#### رکوردهای استودیویی
- استودیو والت دیزنی به سریع‌ترین استودیویی تبدیل شد که تا به حال ۱ میلیارد دلار درآمد داشته‌است. دیزنی در ۲۷ آوریل ۲۰۱۸ به هدف خود رسید.
- استودیو پیکسار نیز با داشتن سه فیلم انیمیشنی و درآمد بیش از ۱ میلیارد دلاری اولین استودیو انیمیشن سازی شد.

1. ↑  "2018 Yearly Box Office Results". باکس آفیس موجو. Retrieved July 1, 2018.

## رخدادها

### مراسم‌های اهدا جوایز
| تاریخ       | رویداد                                 | میزبان                                                          | مکان                                                                     | Ref         |
| ----------- | -------------------------------------- | --------------------------------------------------------------- | ------------------------------------------------------------------------ | ----------- |
| ژانویه ۷    | هفتاد و پنجمین مراسم گلدن گلوب         | انجمن مطبوعات خارجی هالیوود                                     | بورلی هیلز، کالیفرنیا، کالیفرنیا، ایالات متحده آمریکا                    |             |
| ژانویه ۱۱   | 23rd Critics' Choice Awards            | انجمن منتقدان پخش فیلم                                          | سنتا مونیکا، کالیفرنیا، کالیفرنیا، ایالات متحده آمریکا                   |             |
| ژانویه ۲۰   | 63rd Filmfare Awards                   | تایمز گروپ                                                      | بمبئی، هند                                                               |             |
| ژانویه ۲۰   | Producers Guild of America Awards 2017 | انجمن تهیه‌کنندگان آمریکا                                        | Beverly Hills, کالیفرنیا، ایالات متحده آمریکا                            |             |
| ژانویه ۲۱   | 24th Screen Actors Guild Awards        | SAG-AFTRA                                                       | لس آنجلس، کالیفرنیا، ایالات متحده آمریکا                                 |             |
| ژانویه ۲۲   | 53rd Guldbagge Awards                  | Swedish Film Institute                                          | یورگوردن، سوئد                                                           | [ ۱ ] [ ۲ ] |
| February 2  | 26th Movieguide Awards Gala            | Movieguide                                                      | لوس آنجلس، کالیفرنیا، ایالات متحده آمریکا                                |             |
| February 3  | 45th Annie Awards                      | ASIFA-Hollywood                                                 | لوس آنجلس، کالیفرنیا، ایالات متحده آمریکا                                |             |
| February 3  | 32nd Goya Awards                       | Academia de las Artes y las Ciencias Cinematográficas de España | مادرید، Spain                                                            |             |
| February 3  | 8th Magritte Awards                    | Académie André Delvaux                                          | بروکسل، Belgium                                                          |             |
| February 3  | 70th Directors Guild of America Awards | انجمن صنفی کارگردانان آمریکا                                    | لوس آنجلس، کالیفرنیا، ایالات متحده آمریکا                                |             |
| February 5  | 23rd Lumières Awards                   | جایزه لومیر                                                     | پاریس، France                                                            |             |
| February 11 | 22nd Satellite Awards                  | International Press Academy                                     | سنچری سیتی، لس‌آنجلس                                                      | [ ۳ ]       |
| February 11 | Writers Guild of America Awards 2017   | Writers Guild of America, East & Writers Guild of America, West | منهتن، ایالت نیویورک، U.S. and لوس آنجلس، کالیفرنیا، ایالات متحده آمریکا |             |
| February 18 | 71st British Academy Film Awards       | بفتا                                                            | لندن، انگلستان، پادشاهی متحد                                             |             |
| March 2     | 43rd César Awards                      | French Academy of Cinema Arts and Techniques                    | پاریس، فرانسه                                                            |             |
| March 3     | 33rd Independent Spirit Awards         | جایزه ایندیپندنت اسپیریت                                        | سنتا مونیکا، کالیفرنیا، کالیفرنیا، ایالات متحده آمریکا                   |             |
| March 3     | سی و هشتمین دوره جوایز تمشک طلایی      | جایزه تمشک طلایی                                                | Hollywood, کالیفرنیا، ایالات متحده آمریکا                                |             |
| March 4     | نودمین دوره جوایز اسکار                | آکادمی علوم و هنرهای سینما                                      | هالیوود، لس آنجلس، کالیفرنیا، ایالات متحده آمریکا                        |             |
| March 7     | 2017 Dorian Awards Winners Toast       | جوایز دوریان                                                    | لوس آنجلس، کالیفرنیا، ایالات متحده آمریکا                                |             |
| March 24    | 31st Kids' Choice Awards               | نیکلودئون                                                       | لوس آنجلس، کالیفرنیا، ایالات متحده آمریکا                                |             |
| April 20    | 20th Meril Prothom Alo Awards          | Meril, Prothom Alo                                              | داکا، بنگلادش                                                            |             |
| April 29    | 5th Platino Awards                     | EGEDA & FIPCA                                                   | Riviera Maya, مکزیک                                                      |             |
| June 5      | 60th Ariel Awards                      | Academia Mexicana de Artes y Ciencias Cinematográficas          | Mexico City, Mexico                                                      |             |
| June 18     | 2018 MTV Movie & TV Awards             | ام‌تی‌وی                                                          | لوس آنجلس، کالیفرنیا، ایالات متحده آمریکا                                |             |
| June 27     | 44th Saturn Awards                     | جایزه ساترن                                                     | بربنک، کالیفرنیا، ایالات متحده آمریکا                                    |             |

## جوایز
| Category/Organization      | هفتاد و ششمین مراسم گلدن گلوب January 6, 2019                           | هفتاد و ششمین مراسم گلدن گلوب January 6, 2019                           | 24th Critics' Choice Awards January ۱۳, ۲۰۱۹                            | Producers, Directors, Screen Actors, and Writers Guild Awards | 72nd BAFTA Awards February ۱۰, ۲۰۱۹                                        | نود و یکمین دوره جوایز اسکار February 24, 2019                             |
| Category/Organization      | Drama                                                                   | Musical or Comedy                                                       | 24th Critics' Choice Awards January ۱۳, ۲۰۱۹                            | Producers, Directors, Screen Actors, and Writers Guild Awards | 72nd BAFTA Awards February ۱۰, ۲۰۱۹                                        | نود و یکمین دوره جوایز اسکار February 24, 2019                             |
| -------------------------- | ----------------------------------------------------------------------- | ----------------------------------------------------------------------- | ----------------------------------------------------------------------- | ------------------------------------------------------------- | -------------------------------------------------------------------------- | -------------------------------------------------------------------------- |
| Best Film                  | راپسودی بوهمی (فیلم)                                                    | کتاب سبز (فیلم)                                                         | رما (فیلم ۲۰۱۸)                                                         | کتاب سبز (فیلم)                                               | رما (فیلم ۲۰۱۸)                                                            | کتاب سبز (فیلم)                                                            |
| Best Director              | آلفونسو کوارون رما (فیلم ۲۰۱۸)                                          | آلفونسو کوارون رما (فیلم ۲۰۱۸)                                          | آلفونسو کوارون رما (فیلم ۲۰۱۸)                                          | آلفونسو کوارون رما (فیلم ۲۰۱۸)                                | آلفونسو کوارون رما (فیلم ۲۰۱۸)                                             | آلفونسو کوارون رما (فیلم ۲۰۱۸)                                             |
| Best Actor                 | رامی ملک راپسودی بوهمی (فیلم)                                           | کریستین بیل معاون (فیلم)                                                | کریستین بیل معاون (فیلم)                                                | رامی ملک راپسودی بوهمی (فیلم)                                 | رامی ملک راپسودی بوهمی (فیلم)                                              | رامی ملک راپسودی بوهمی (فیلم)                                              |
| Best Actress               | گلن کلوز همسر (فیلم ۲۰۱۸)                                               | الیویا کلمن سوگلی (فیلم ۲۰۱۸)                                           | گلن کلوز همسر (فیلم ۲۰۱۸) لیدی گاگا ستاره‌ای متولد شده‌است (فیلم ۲۰۱۸)    | گلن کلوز همسر (فیلم ۲۰۱۸)                                     | الیویا کلمن سوگلی (فیلم ۲۰۱۸)                                              | الیویا کلمن سوگلی (فیلم ۲۰۱۸)                                              |
| Best Supporting Actor      | ماهرشالا علی کتاب سبز (فیلم)                                            | ماهرشالا علی کتاب سبز (فیلم)                                            | ماهرشالا علی کتاب سبز (فیلم)                                            | ماهرشالا علی کتاب سبز (فیلم)                                  | ماهرشالا علی کتاب سبز (فیلم)                                               | ماهرشالا علی کتاب سبز (فیلم)                                               |
| Best Supporting Actress    | رجینا کینگ اگر خیابان بیل می‌توانست حرف بزند (فیلم)                      | رجینا کینگ اگر خیابان بیل می‌توانست حرف بزند (فیلم)                      | رجینا کینگ اگر خیابان بیل می‌توانست حرف بزند (فیلم)                      | امیلی بلانت یک مکان ساکت                                      | ریچل وایس سوگلی (فیلم ۲۰۱۸)                                                | رجینا کینگ اگر خیابان بیل می‌توانست حرف بزند (فیلم)                         |
| Best Screenplay, Adapted   | Brian Currie, پیتر فارلی، and Nick Vallelonga کتاب سبز (فیلم)           | Brian Currie, پیتر فارلی، and Nick Vallelonga کتاب سبز (فیلم)           | بری جنکینز اگر خیابان بیل می‌توانست حرف بزند (فیلم)                      | Nicole Holofcener and Jeff Whitty هرگز می‌توانی مرا ببخشی؟     | اسپایک لی، David Rabinowitz, Charlie Wachtel and Kevin Willmott بلکککلنزمن | اسپایک لی، David Rabinowitz, Charlie Wachtel and Kevin Willmott بلکککلنزمن |
| Best Screenplay, Original  | Brian Currie, پیتر فارلی، and Nick Vallelonga کتاب سبز (فیلم)           | Brian Currie, پیتر فارلی، and Nick Vallelonga کتاب سبز (فیلم)           | پل شریدر نخستین اصلاح‌شده                                                | بو بورنهام کلاس هشتم                                          | Deborah Davis and Tony McNamara سوگلی (فیلم ۲۰۱۸)                          | Brian Currie, پیتر فارلی، and Nick Vallelonga کتاب سبز (فیلم)              |
| Best Animated Film         | مرد عنکبوتی: به درون دنیای عنکبوتی                                      | مرد عنکبوتی: به درون دنیای عنکبوتی                                      | مرد عنکبوتی: به درون دنیای عنکبوتی                                      | —                                                             | مرد عنکبوتی: به درون دنیای عنکبوتی                                         | مرد عنکبوتی: به درون دنیای عنکبوتی                                         |
| Best Original Score        | جاستین هورویتز نخستین انسان (فیلم)                                      | جاستین هورویتز نخستین انسان (فیلم)                                      | جاستین هورویتز نخستین انسان (فیلم)                                      | —                                                             | بردلی کوپر، لیدی گاگا and Lukas Nelson ستاره‌ای متولد شده‌است (فیلم ۲۰۱۸)    | لودویگ گورانسون پلنگ سیاه (فیلم ۲۰۱۸)                                      |
| Best Original Song         | "کم‌عمق (ترانه لیدی گاگا و بردلی کوپر)" ستاره‌ای متولد شده‌است (فیلم ۲۰۱۸) | "کم‌عمق (ترانه لیدی گاگا و بردلی کوپر)" ستاره‌ای متولد شده‌است (فیلم ۲۰۱۸) | "کم‌عمق (ترانه لیدی گاگا و بردلی کوپر)" ستاره‌ای متولد شده‌است (فیلم ۲۰۱۸) | —                                                             | —                                                                          | "کم‌عمق (ترانه لیدی گاگا و بردلی کوپر)" ستاره‌ای متولد شده‌است (فیلم ۲۰۱۸)    |
| Best Foreign Language Film | رما (فیلم ۲۰۱۸)                                                         | رما (فیلم ۲۰۱۸)                                                         | رما (فیلم ۲۰۱۸)                                                         | —                                                             | رما (فیلم ۲۰۱۸)                                                            | رما (فیلم ۲۰۱۸)                                                            |

### جشنواره‌ها
فهرستی برخی از جشنواره‌های فیلم سال ۲۰۱۸ که که توسط فدراسیون بین‌المللی انجمن‌های تولیدکنندگان فیلم تأیید شده‌است.
| تاریخ                   | رویداد                                          | میزبان                        | مکان                                 | منبع |
| ----------------------- | ----------------------------------------------- | ----------------------------- | ------------------------------------ | ---- |
| January 18–28           | 2018 Sundance Film Festival                     | مؤسسه ساندنس                  | پارک سیتی، یوتا، ایالات متحده آمریکا |      |
| February 15–25          | شصت و هشتمین جشنواره بین‌المللی فیلم برلین       | جشنواره بین‌المللی فیلم برلین  | برلین، آلمان                         |      |
| May 8–19                | جشنواره کن ۲۰۱۸                                 | جشنواره کن                    | کن، فرانسه                           |      |
| August 29 – September 8 | هفتاد و پنجمین دوره جشنواره بین‌المللی فیلم ونیز | جشنواره فیلم ونیز             | ونیز، ایتالیا                        |      |
| September 6–16          | 2018 Toronto International Film Festival        | جشنواره بین‌المللی فیلم تورنتو | تورنتو، انتاریو، کانادا              |      |

## فیلمهای ۲۰۱۸

### ژانویه-مارس
| Opening     | Opening | Title                               | Studio                                                                    | Cast and crew | Genre                                      | Ref.   |
| ----------- | ------- | ----------------------------------- | ------------------------------------------------------------------------- | --- | ------------------------------------------ | ------ |
| ژ ا ن و ی ه | ۵       | توطئه‌آمیز: آخرین کلید               | یونیورسال استودیوز / بلوم هاوس پروداکشنز                                  | آدام روبیتل (کارگردانی); لی ونل (فیلمنامه); لین شی، آنگوس سمپسون، لی ونل، اسپنسر لاک، کیتلین جرالد، کرک اسودو، بروس دیویسن | ترسناک، هیجانی                             | [ ۴ ]  |
| ژ ا ن و ی ه | ۵       | آنها عجیب‌اند                        | ورتیکال انترتینمنت                                                        | Lauren Wolkstein (کارگردانی); Christopher Radcliff (co-کارگردانی/فیلمنامه); الکس پتیفر، James Freedson-Jackson, Emily Althaus, جین جونز، اوون کمبل، Tobias Campbell                                                                                | درام                                       | [ ۵ ]  |
| ژ ا ن و ی ه | ۵       | استراتون                            | مومنتوم پیکچرز                                                            | سایمون وست (کارگردانی); Duncan Falconer, Warren Davis II (فیلمنامه); دومینیک کوپر، آستین استول، جما چان، توماس کرتشمن، تایلر هوچلین، تام فلتون | اکشن، هیجانی                               | [ ۶ ]  |
| ژ ا ن و ی ه | ۱۰      | سرزمین شیرین                        | ساموئل گلدوین فیلمز                                                       | وارویک تورونتون (کارگردانی); David Tranter, Steven McGregor (فیلمنامه); برایان براون، سام نیل | درام                                       | [ ۷ ]  |
| ژ ا ن و ی ه | ۱۲      | مسافر همیشگی                        | لاینزگیت فیلمز / استودیوکانال / The Picture Company                       | ژاومه کویت-سرا (کارگردانی); Byron Willinger, Philip de Blasi (فیلمنامه); لیام نیسون، ورا فارمیگا، پاتریک ویلسون، جاناتان بنکس، الیزابت مک‌گاورن، سام نیل                                                                                            | اکشن، جنایی، درام، معمایی، هیجانی          | [ ۸ ]  |
| ژ ا ن و ی ه | ۱۲      | مری سربلند                          | اسکرین جمز                                                                | بابک نجفی (کارگردانی); John S. Newman, Christian Swegal (فیلمنامه); تراجی پی. هنسون، بیلی براون، دنی گلاور، نیال مک‌دوناف، زاندر برکلی، مارگارت آوری                                                                                                | اکشن، هیجانی                               | [ ۹ ]  |
| ژ ا ن و ی ه | ۱۲      | اعمال خشونت                         | Lionsgate Premiere                                                        | Brett Donowho (کارگردانی); Nicolas Aaron Mezzanatto (فیلمنامه); بروس ویلیس، کول هاسر، شان اشمور، ملیسا بولونا، مایک اپس | اکشن، هیجانی                               | [ ۱۰ ] |
| ژ ا ن و ی ه | ۱۲      | Freak Show                          | آی‌اف‌سی فیلمز                                                              | ترودی استایلر (کارگردانی); Patrick J. Clifton, Beth Rigazio (فیلمنامه); الکس لاوتر، ابیگیل برسلین، بت میدلر، آناسوفیا راب، ایان نلسون، لورین توسان، لاورن کاکس                                                                                     | درام                                       | [ ۱۱ ] |
| ژ ا ن و ی ه | ۱۲      | Humor Me                            | کارخانه فریاد! / کارخانه فریاد!                                           | Sam Hoffman (کارگردانی/فیلمنامه); جامین کلمنت، الیوت گولد، اینگرید الن مایکلسون, آنی پاتس، Priscilla Lopez, بی‌بی نیوورتس، ماریا دیزیا | کمدی                                       | [ ۱۲ ] |
| ژ ا ن و ی ه | ۱۲      | وازانته                             | Music Box Films                                                           | دانیه‌لا توماش (کارگردانی/فیلمنامه); Beto Amaral (فیلمنامه); Adriano Carvalho, Luana Nastas | تاریخی، ماجراجویی، درام                    | [ ۱۳ ] |
| ژ ا ن و ی ه | ۱۸      | ماری و گل جادوگر                    | GKIDS                                                                     | هیروماسا یونه‌بایاشی (کارگردانی/فیلمنامه); Riko Sakaguchi (فیلمنامه); روبی بارنهیل، لوئیس سرکیس، کیت وینسلت، جیم برودبنت، Teresa Gallagher, ایون برمنر، Rasmus Hardiker, Morwenna Banks, Lynda Baron                                                | پویانمایی، فانتزی، خانوادگی                | [ ۱۴ ] |
| ژ ا ن و ی ه | ۱۹      | ۱۲ نیرومند                          | برادران وارنر / الکان انترتینمنت / Black Label Media / جری بروکهایمر      | نیکولای فوسی (کارگردانی); پیتر کریگ, تد تلی (فیلمنامه); کریس همسورث، مایکل شنون، مایکل پنیا، نوید نگهبان، تراوانته رودز، جف استالتس، تاد لاکینبیل، راب ریگل، ویلیام فیکنر                                                                          | جنگی، درام                                 | [ ۱۵ ] |
| ژ ا ن و ی ه | ۱۹      | کمینگاه دزدان                       | اس‌تی‌اکس انترتینمنت                                                        | Christian Gudegast (کارگردانی/فیلمنامه); پل شیورینگ (فیلمنامه); جرارد باتلر، فیفتی سنت، پابلو شرایبر، اوشی جکسون جونیور، Evan Jones, داون اولیویری، Mo McRae, مکس هالووی                                                                           | Heist, اکشن، هیجانی                        | [ ۱۶ ] |
| ژ ا ن و ی ه | ۱۹      | عشقم برای همیشه                     | رودساید اترکشنز                                                           | Bethany Ashton Wolf (کارگردانی/فیلمنامه); الکس رو، جسیکا راث، جان بنجامین هیکی | رمانتیک، Music, درام                       | [ ۱۷ ] |
| ژ ا ن و ی ه | ۲۶      | دونده مارپیچ: علاج مرگ              | فاکس قرن بیستم                                                            | وس بال (کارگردانی); T.S. Nowlin (فیلمنامه); دیلن اوبرایان، کایا اسکودلاریو، توماس سنگستر، کی هونگ لی، جانکارلو اسپوزیتو، آیدان گیلن، والتون گوگینس، بری پپر، ویل پولتر، پاتریشا کلارکسون                                                           | اکشن، Sci-Fi, هیجانی                       | [ ۱۸ ] |
| ژ ا ن و ی ه | ۲۶      | توهین                               | Cohen Media Group                                                         | زیاد دویری (کارگردانی/فیلمنامه); Joelle Touma (فیلمنامه); Adel Karam, Camille Salameh, Kamel El Basha | درام                                       | [ ۱۹ ] |
| ژ ا ن و ی ه | ۲۶      | لطفاً حاضر باش                       | مگنولیا پیکچرز                                                            | بن لوین (کارگردانی); Michael Golamco (فیلمنامه); داکوتا فانینگ، تونی کولت، آلیس ایو | کمدی، درام                                 | [ ۲۰ ] |
| ف و ر ی ه   | ۲       | وینچستر                             | لاینزگیت فیلمز / سی‌بی‌اس فیلمز                                             | برادران اسپیریگ (کارگردانی/فیلمنامه); هلن میرن، جیسون کلارک، سارا اسنوک، آنگوس سمپسون | ترسناک                                     | [ ۲۱ ] |
| ف و ر ی ه   | ۲       | یک زن شگفت‌انگیز                     | سونی پیکچرز کلاسیکس                                                       | سباستین للیو (کارگردانی/فیلمنامه); Gonzalo Maza (فیلمنامه); دانیلا وگا، Francisco Reyes | درام                                       | [ ۲۲ ] |
| ف و ر ی ه   | ۲       | Armed                               | GVN Releasing                                                             | ماریو فن پیبلز (کارگردانی/فیلمنامه); Mario Van Peebles, ویلیام فیکنر، رایان گوزمن، کلمبوس شورت، لاز آلونسو | اکشن                                       | [ ۲۳ ] |
| ف و ر ی ه   | ۴       | پارادوکس کلوورفیلد                  | پارامونت پیکچرز / نت‌فلیکس / بد روبات                                      | ژولیوس اونا (کارگردانی); Oren Uziel, Doug Jung (فیلمنامه); دانیل برول، الیزابت دبیکی، اکسل هنی، گوگو امبتا-را، کریس اودوود، جان اورتیز، دیوید اویلوو، جانگ زئی                                                                                     | Sci-Fi, ترسناک، هیجانی                     | [ ۲۴ ] |
| ف و ر ی ه   | ۹       | پیتر خرگوشه                         | کلمبیا پیکچرز / سونی پیکچرز انیمیشن                                       | ویل گلوک (کارگردانی/فیلمنامه); Rob Lieber (فیلمنامه); جیمز کوردن، دامنل گلیسون، رز بیرن، دیزی ریدلی، مارگو رابی، الیزابت دبیکی، سام نیل | خانوادگی، کمدی، ماجراجویی                  | [ ۲۵ ] |
| ف و ر ی ه   | ۹       | پنجاه طیف آزادی                     | یونیورسال استودیوز                                                        | جیمز فولی (کارگردانی); Niall Leonard (فیلمنامه); داکوتا جانسون، جیمی درنان، کیم بیسینگر، اریک جانسون، ریتا اورا، لوک گریمز، ویکتور راسوک، جنیفر ایلی، مارسیا گی هاردن                                                                              | درام، رمانتیک                              | [ ۲۶ ] |
| ف و ر ی ه   | ۹       | قطار ۱۵:۱۷ به مقصد پاریس            | برادران وارنر / ویلیج رودشو پیکچرز / رت‌پک انترتینمنت                      | کلینت ایستوود (کارگردانی); Dorothy Blyskal (فیلمنامه); Anthony Sadler, Alek Skarlatos, اسپنسر استون، جودی گریر، جینا فیشر، Ray Corasani | زندگی‌نامه‌ای، درام                          | [ ۲۷ ] |
| ف و ر ی ه   | ۹       | La Boda de Valentina                | لاینزگیت فیلمز / Pantelion Films                                          | Marco Polo Constandse (کارگردانی); Omar Chaparro, Marimar Vega, رایان کارنس | کمدی، رمانتیک                              | [ ۲۸ ] |
| ف و ر ی ه   | ۹       | Kri                                 | Subas Entertainment Production / Super Kajal Films                        | Surendra Poudel (کارگردانی/فیلمنامه); Anmol K.C., Aditi Budhathoki, Anoop Bikram Shahi | اکشن، رمانتیک                              | [ ۲۹ ] |
| ف و ر ی ه   | ۹       | اجازه                               | Good Dead Entertainment                                                   | Brian Crano (کارگردانی/فیلمنامه); ربکا هال، دن استیونز، مورگان اسپکتور، David Joseph Craig, جینا گرشان، جیسون سودیکیس | درام، رمانتیک، کمدی                        | [ ۳۰ ] |
| ف و ر ی ه   | ۹       | خانواده هیولاها                     | Viva Pictures                                                             | Holger Tappe (کارگردانی); David Safier, Catharine Junk (فیلمنامه); امیلی واتسون، جیسون آیزکس، نیک فراست، جسیکا براون فیندلی، سلیا ایمری، کاترین تیت                                                                                                | پویانمایی، کمدی، خانوادگی، ترسناک          | [ ۳۱ ] |
| ف و ر ی ه   | ۹       | Golden Exits                        | ورتیکال انترتینمنت                                                        | الکس راس پری (کارگردانی/فیلمنامه); امیلی براونینگ، اد-راک، مری-لوئیز پارکر، جیسون شوارتزمن، کلویی سونی، آنالی تیپتن | درام                                       | [ ۳۲ ] |
| ف و ر ی ه   | ۱۶      | پلنگ سیاه                           | مارول استودیوز                                                            | رایان کوگلر (director/screenplay); Joe Robert Cole (فیلمنامه); چادویک بوزمن، مایکل بی.جردن، لوپیتا نیونگو، دانای گوریرا، مارتین فریمن، دنیل کالویا، لتیشیا رایت، وینستون دوک، آنجلا باست، فارست ویتاکر، اندی سرکیس                                 | ابرقهرمانی، اکشن، ماجراجویی                | [ ۳۳ ] |
| ف و ر ی ه   | ۱۶      | انسان‌های نخستین                     | سامیت انترتینمنت / استودیوکانال / آردمن انیمیشن                           | نیک پارک (کارگردانی); Mark Burton, John O'Farrell (فیلمنامه); ادی ردمین، تام هیدلستون، میسی ویلیامز، تیموتی اسپال | پویانمایی، کمدی، خانوادگی، ماجراجویی       | [ ۳۴ ] |
| ف و ر ی ه   | ۱۶      | بی‌عشق                               | سونی پیکچرز کلاسیکس                                                       | آندری زویاگینتسف (کارگردانی); Oleg Negin, Andrey Zvyagintsev (فیلمنامه); Maryana Spivak, Alexei Rozin, Matvey Novikov, Marina Vasilyeva, آندریس کیش                                                                                                | درام                                       | [ ۳۵ ] |
| ف و ر ی ه   | ۱۶      | مهمانی                              | رودساید اترکشنز                                                           | سالی پاتر (کارگردانی/فیلمنامه); تیموتی اسپال، کریستین اسکات توماس، پاتریشا کلارکسون، امیلی مورتیمر، کیلین مورفی، برونو گانتس | کمدی، درام                                 | [ ۳۶ ] |
| ف و ر ی ه   | ۱۶      | Nostalgia                           | بلیکر استریت                                                              | مارک پلینگتون (کارگردانی/فیلمنامه); الکس راس پری (فیلمنامه); جان هم، نیک آفرمن، امبر تمبلین، پتن اسوالت، کاترین کینر، الن برستین، بروس درن، جان اورتیز، جیمز لوگرو                                                                                 | درام                                       | [ ۳۷ ] |
| ف و ر ی ه   | ۱۶      | Black '47                           | Fastnet Films / Samsa Films / UMedia / Altitude Film                      | Lance Daly (کارگردانی); PJ Dillon, Pierce Ryan, Eugene O'Brien, & Lance Daly (فیلمنامه); هوگو ویوینگ، جیم برودبنت، استیون ری، فردی فاکس، مو دانفورد، جیمز فرش‌ویل، سارا گرین، بری کیوگن                                                             | درام                                       | [ ۳۸ ] |
| ف و ر ی ه   | ۱۶      | Samson                              | Pure Flix                                                                 | Bruce Macdonald (کارگردانی); Timothy Ratajczak, Jason Baumgardner (فیلمنامه); Taylor James, جکسون رادبون، بیلی زین، Caitlin Leahy, روتخر هاور، لیندسی واگنر                                                                                        | اکشن، درام، Biblical                       | [ ۳۹ ] |
| ف و ر ی ه   | ۲۳      | شب بازی                             | برادران وارنر / نیو لاین سینما / رت‌پک انترتینمنت / Davis Entertainment    | جاناتان گلداستاین، جان فرانسیس دالی (directors); Mark Perez (فیلمنامه); جیسون بیتمن، ریچل مک‌آدامز، کایل چندلر، بیلی مگنوسن، شارون هورگان، لامورن موریس، کایلی بانبری، جسی پلمونس، مایکل سی هال                                                     | اکشن، کمدی، جنایی، معمایی، هیجانی          | [ ۴۰ ] |
| ف و ر ی ه   | ۲۳      | نابودی                              | پارامونت پیکچرز / نت‌فلیکس / اسکای‌دنس مدیا / دی‌ان‌ای فیلمز                  | الکس گارلند (کارگردانی/فیلمنامه); ناتالی پورتمن، جنیفر جیسن لی، جینا رادریگز، تسا تامپسون، تووا نووتنی، اسکار آیزاک | Sci-Fi, فانتزی، اکشن، ترسناک               | [ ۴۱ ] |
| ف و ر ی ه   | ۲۳      | Every Day                           | اوریون پیکچرز                                                             | Michael Sucsy (کارگردانی); جسی اندروز (فیلمنامه); انگوری رایس، ماریا بلو، دبی راین، جیکوب باتالون، جاستیس اسمیث، Lucas Jade Zumann | رمانتیک، درام                              | [ ۴۲ ] |
| ف و ر ی ه   | ۲۳      | درمان شده                           | آی‌اف‌سی فیلمز                                                              | David Freyne (کارگردانی); الن پیج، Sam Keeley, Tom Vaughan-Lawlor | ترسناک                                     | [ ۴۳ ] |
| ف و ر ی ه   | ۲۳      | The Lodgers                         | Epic Pictures Group                                                       | Brian O'Malley (کارگردانی); David Turpin (فیلمنامه); Charlotte Vega, بیل میلنر، یوجین سیمون، دیوید بردلی، Deirdre O'Kane, مو دانفورد | ترسناک                                     | [ ۴۴ ] |
| م ا ر س     | ۲       | گنجشک سرخ                           | فاکس قرن بیستم / چرنین اینترتینمنت                                        | فرانسیس لارنس (کارگردانی); Justin Haythe (فیلمنامه); جنیفر لارنس، جوئل اجرتون، ماتیاس اسخونارتس، شارلوت رمپلینگ، مری-لوئیز پارکر، جرمی آیرونز | اکشن، درام، معمایی، هیجانی                 | [ ۴۵ ] |
| م ا ر س     | ۲       | آرزوی مرگ                           | مترو گلدوین مایر                                                          | الی راث (کارگردانی); جو کارنهان (فیلمنامه); بروس ویلیس، وینسنت دن آفریو، دین نوریس، کیمبرلی الیز، مایک اپس، الیزابت شو، کامیلا مورون | اکشن                                       | [ ۴۶ ] |
| م ا ر س     | ۲       | ناپدید شدن سیدنی هال                | ای ۲۴                                                                     | شان کریستنسن (کارگردانی/فیلمنامه); Jason Dolan (فیلمنامه); لوگان لرمن، ال فانینگ، میشل موناهن، ناتان لین، کایل چندلر | درام، معمایی                               | [ ۴۷ ] |
| م ا ر س     | ۲       | فاکس‌ترات                            | سونی پیکچرز کلاسیکس                                                       | ساموئل مائوز (کارگردانی/فیلمنامه); لیور اشکنازی، سارا آدلر (بازیگر فرانسوی), Yonatan Shiray | درام                                       | [ ۴۸ ] |
| م ا ر س     | ۲       | Pickings                            | Digital Magic Entertainment                                               | Usher Morgan (کارگردانی/فیلمنامه); Elyse Price, Joel Bernard, Katie Vincent, Joe Trombino | جنایی، درام                                | [ ۴۹ ] |
| م ا ر س     | ۹       | چین‌خوردگی در زمان                   | والت دیزنی پیکچرز                                                         | ایوا دوورنی (کارگردانی); جنیفر لی (فیلمنامه); استورم رید, اپرا وینفری، ریس ویترسپون، میندی کالینگ، لوی میلر، Deric McCabe, کریس پاین، گوگو امبتا-را، مایکل پنیا، زک گالیفیناکیس                                                                    | فانتزی، خانوادگی، ماجراجویی                | [ ۵۰ ] |
| م ا ر س     | ۹       | گرینگو                              | آمازون استودیوز / اس‌تی‌اکس انترتینمنت                                      | نش اجرتون (کارگردانی); Anthony Tambakis, Matthew Stone (فیلمنامه); دیوید اویلوو، شارلیز ترون، جوئل اجرتون، آماندا سیفرید، تندی نیوتون، شارلتو کوپلی                                                                                                | اکشن، کمدی، درام                           | [ ۵۱ ] |
| م ا ر س     | ۹       | تروبردز                             | فوکس فیچرز                                                                | تروبردز (کارگردانی/فیلمنامه); اولیویا کوک، آنیا تیلور-جوی، آنتون یلچین، پاول اسپارکس، فرانسی سوئیفت | درام، هیجانی                               | [ ۵۲ ] |
| م ا ر س     | ۹       | مرگ استالین                         | آی‌اف‌سی فیلمز                                                              | آرماندو یانوچی (کارگردانی/فیلمنامه); استیو بوشمی، سایمون راسل بیل، پدی کانسیداین، روپرت فرند، جیسون آیزکس، مایکل پیلین، آندره‌آ ریسبرو، جفری تامبر                                                                                                  | طنز سیاسی کمدی                             | [ ۵۳ ] |
| م ا ر س     | ۹       | جستجوگر اوقات فراغت                 | سونی پیکچرز کلاسیکس                                                       | پائولو ویردزی (کارگردانی/فیلمنامه); فرانچسکا آرکیبوجی، فرانچسکو پیکولو، Stephen Amidon (فیلمنامه); دونالد ساترلند، هلن میرن | درام                                       | [ ۵۴ ] |
| م ا ر س     | ۹       | غریبه‌ها: شکار در شب                 | Aviron Pictures / Rogue                                                   | یوهانس رابرتس (کارگردانی); برایان برتینو، Ben Ketai (فیلمنامه); کریستینا هندریکس، مارتین هندرسون، بیلی مدیسن، Lewis Pullman | ترسناک، هیجانی                             | [ ۵۵ ] |
| م ا ر س     | ۹       | سرقت طوفانی                         | استودیو انترتینمنت                                                        | راب کوهن (کارگردانی/فیلمنامه); توبی کبل، مگی گریس، رایان کوانتن، ملیسا بولونا، رالف اینسون | فاجعه، هیجانی                              | [ ۵۶ ] |
| م ا ر س     | ۱۶      | توم ریدر                            | برادران وارنر / جی کی فیلمز / مترو گلدوین مایر / اسکوئر انیکس             | رور اوثاگ (کارگردانی); Geneva Robertson-Dworet (فیلمنامه); آلیسیا ویکاندر، دومینیک وست، والتون گوگینس، دانیل وو، کریستین اسکات توماس، درک جاکوبی، نیک فراست، هانا جان کامن                                                                         | اکشن، ماجراجویی                            | [ ۵۷ ] |
| م ا ر س     | ۱۶      | با عشق، سایمون                      | فاکس قرن بیستم                                                            | گرگ برلانتی (کارگردانی); Isaac Aptaker, Elizabeth Berger (فیلمنامه); نیک رابینسون، کاترین لانگفورد، الکساندرا شیپ، خورخه لندبورگ جونیور، مایلز هایزر، کینان لانسدیل، لوگان میلر، جنیفر گارنر، جاش دوهامل، تونی هیل                                 | Dramedy                                    | [ ۵۸ ] |
| م ا ر س     | ۱۶      | فقط می‌تونم تصورشو کنم               | رودساید اترکشنز / لاینزگیت فیلمز                                          | Jon Erwin (کارگردانی/فیلمنامه); Andrew Erwin (co-director), Alex Cramer, Brent McCorkle (فیلمنامه); کلوریس لیچمن، دنیس کواید، Priscilla Shirer, مادلین کارول، J. Michael Finley, تریس ادکینز                                                       | درام                                       | [ ۵۹ ] |
| م ا ر س     | ۱۶      | انتبه                               | فوکس فیچرز / استودیوکانال / رسانه پارتیکیپنت / ورکینگ تایتل فیلمز         | ژوزه پادیلا (کارگردانی); Gregory Burke (فیلمنامه); رزمند پایک، دانیل برول، ونسان کسل، ادی مارسن، بن سچنتزر | اکشن، هیجانی                               | [ ۶۰ ] |
| م ا ر س     | ۱۶      | حکم مرخصی (فیلم)                    | آی‌اف‌سی فیلمز                                                              | Laurie Collyer (کارگردانی); Barry Strugatz (فیلمنامه); ملیسا لیو، تسا تامپسون، لا لا آنتونی، ووپی گلدبرگ، آنا پاکوین | درام، کمدی                                 | [ ۶۱ ] |
| م ا ر س     | ۱۶      | Josie                               | اسکرین مدیا فیلمز                                                         | Eric England (کارگردان), Anthony Ragnone II (فیلمنامه); سوفی ترنر، دیلان مک‌درموت، جک کیلمر | درام، Suspense                             | [ ۶۲ ] |
| م ا ر س     | ۱۶      | Flower                              | اورچرد                                                                    | Max Winkler (کارگردان), Alex McAulay (فیلمنامه); زوئی دویچ، کاترین هان، Tim Heidecker, پیشاهنگ‌ها به دوره آخرالزمان زامبی‌وار هدایت می‌شوند، آدام اسکات                                                                                               | کمدی                                       | [ ۶۳ ] |
| م ا ر س     | ۲۳      | حاشیه اقیانوس آرام: طغیان           | یونیورسال استودیوز / لجندری پیکچرز                                        | استیون اس. ده‌نایت (کارگردانی/فیلمنامه); Emily Carmichael, Kira Snyder, T.S. Nowlin (فیلمنامه); جان بویگا، اسکات ایستوود، کیلی اسپینی، چارلی دی، بورن گورمن، رینکو کیکوچی، جینگ تیان، آدریا آرجونا، ژان جین                                         | اکشن، ماجراجویی، Sci-Fi                    | [ ۶۴ ] |
| م ا ر س     | ۲۳      | جزیره سگ‌ها                          | فاکس سرچلایت پیکچرز / استیون ام. رالس                                     | وس اندرسن (کارگردانی/فیلمنامه); برایان کرانستون، ادوارد نورتون، بیل مری، جف گلدبلوم، باب بالابان، گرتا گرویگ، فرانسیس مک‌دورمند، کورتنی بی. ونس، فیشر استیونس، هاروی کایتل، لیو شرایبر، اسکارلت جوهانسون، تیلدا سوینتن، اف. موری آبراهام، فرانک وود | پویانمایی، کمدی                            | [ ۶۵ ] |
| م ا ر س     | ۲۳      | شرلوک گنومز                         | پارامونت پیکچرز / پارامونت انیمیشن / مترو گلدوین مایر / راکت پیکچرز       | جان استیونسن (کارگردانی); Ben Zazove (فیلمنامه); جیمز مک‌آووی، امیلی بلانت، جانی دپ، چیویتل اجیوفور، مری جی. بلایژ، مایکل کین، مگی اسمیت، اشلی جنسن، مت لوکاس، استیون مرچنت، جولی والترز، ریچارد ویلسون                                             | پویانمایی، رمانتیک، کمدی، معمایی، خانوادگی | [ ۶۶ ] |
| م ا ر س     | ۲۳      | دیوانه                              | بلیکر استریت                                                              | استیون سودربرگ (کارگردانی); Jonathan Bernstein, James Greer (فیلمنامه); کلر فوی، جاشوآ لنرد، جی فاروآ، جونو تیمپل، ایمی مالینز، ایمی اروینگ | ترسناک، هیجانی                             | [ ۶۷ ] |
| م ا ر س     | ۲۳      | پولس، حواری مسیح                    | Affirm Films                                                              | Andrew Hyatt (کارگردانی/فیلمنامه); جیمز فوکنر، جیمز کاویزل، الیویه مارتینز، جوآن ولی، جان لینچ | تاریخی، درام، Faith                        | [ ۶۸ ] |
| م ا ر س     | ۲۳      | Final Portrait                      | سونی پیکچرز کلاسیکس                                                       | استنلی توچی (کارگردانی/فیلمنامه); جفری راش، آرمی همر، کلیمانس پوزی، تونی شالهوب، جیمز فوکنر، سیلوی تستود | درام                                       | [ ۶۹ ] |
| م ا ر س     | ۲۳      | خورشید نیمه‌شب                       | اوپن رود فیلمز                                                            | اسکات اسپیر (کارگردانی); Eric Kirsten (فیلمنامه); بلا تورن، پاتریک شوارتزنگر، راب ریگل، کوئین شپرد | رمانتیک، درام                              | [ ۷۰ ] |
| م ا ر س     | ۲۳      | Followers                           | Synkronized Films                                                         | Ryan Justice (کارگردانی/فیلمنامه); Ian Longen, Jason Henne (فیلمنامه); Amanda Delaney, Justin Maina, Sean Michael Gloria, Nishant Gogna, David E. McMahon                                                                                          | ترسناک، هیجانی                             | [ ۷۱ ] |
| م ا ر س     | ۲۹      | بازیکن شماره یک آماده               | برادران وارنر / ویلیج رودشو پیکچرز / رت‌پک انترتینمنت / امبلین اینترتینمنت | استیون اسپیلبرگ (کارگردانی); ارنست کلاین، زک پن (فیلمنامه); تای شرایدن، اولیویا کوک، بن مندلسون، Lena Waithe, تی جی میلر، سایمون پگ، مارک رایلنس، Win Morisaki, Philip Zhao, هانا جان کامن                                                         | ماجراجویی، Sci-Fi                          | [ ۷۲ ] |
| م ا ر س     | ۳۰      | رنجش تیلر پری                       | لاینزگیت فیلمز / تایلر پری                                                | تایلر پری (کارگردانی/فیلمنامه); تراجی پی. هنسون، لیریک بنت، تیکا سومپتر | درام، هیجانی                               | [ ۷۳ ] |
| م ا ر س     | ۳۰      | God's Not Dead: A Light in Darkness | Pure Flix                                                                 | Michael Mason (کارگردانی/فیلمنامه); دیوید ای آر وایت، جان کوربت، شن هارپر، Benjamin Onyango, تد مک گینلی، جنیفر بینی تیلور، تاتوم اونیل، Shwayze, سیسی هیوستون                                                                                     | درام                                       | [ ۷۴ ] |
| م ا ر س     | ۳۰      | متولد ماه می (فیلم ۲۰۱۷)            | نئون (شرکت)                                                               | Aaron Katz (کارگردانی/فیلمنامه); لولا کریک، زوئی کراویتز، Greta Lee, میچل فوربز، Nelson Franklin, ریو کارنی، جسیکا پارکر کندی، جیمز رانسون، ریکی لیک، جان چو                                                                                       | معمایی، هیجانی                             | [ ۷۵ ] |
| م ا ر س     | ۳۰      | The Last Movie Star                 | ای ۲۴                                                                     | آدام ریفکین (کارگردانی/فیلمنامه); برت رینولدز، آریل وینتر، کلارک دوک، الار کولترین، چوی چیس | درام                                       | [ ۷۶ ] |

### آوریل-ژوئن
| Opening   | Opening | Title                               | Studio                                                  | Cast and crew | Genre                                                   | Ref.    |
| --------- | ------- | ----------------------------------- | ------------------------------------------------------- | --- | ------------------------------------------------------- | ------- |
| آ و ر ی ل | ۶       | یک مکان ساکت                        | پارامونت پیکچرز / پلاتینوم دونس                         | جان کرازینسکی (کارگردانی/فیلمنامه); اسکات بک، برایان وودز (فیلمنامه); John Krasinski, امیلی بلانت، میلیسنت سیموندز، نوآ جوپ | درام، ترسناک، هیجانی                                    | [ ۷۷ ]  |
| آ و ر ی ل | ۶       | بازدارندگان                         | یونیورسال استودیوز                                      | کی کانن (کارگردانی); Eben Russell, جان هورویتس، Hayden Schlossberg, Brian Kehoe, Jim Kehoe (فیلمنامه); لزلی من، آیک بارینهولتز، جان سینا، کاترین نیوتون، گراهام فیلیپس، جون دایان ری‌فیل، هانیبال بورس، Sarayu Blue | کمدی                                                    | [ ۷۸ ]  |
| آ و ر ی ل | ۶       | تو هرگز واقعاً اینجا نبودی           | آمازون استودیوز                                         | لین رمزی (کارگردانی/فیلمنامه); واکین فینیکس، Ekaterina Samsonov, Alex Manette, جان دومن، Judith Roberts | Thriller                                                | [ ۷۹ ]  |
| آ و ر ی ل | ۶       | چپاکوئیدیک                          | استودیو انترتینمنت                                      | John Curran (کارگردانی); Taylor Allen, Andrew Logan (فیلمنامه); جیسون کلارک، کیت مارا، اد هلمز، بروس درن، جیم گافیگان، تیلور نیکولز | درام                                                    | [ ۸۰ ]  |
| آ و ر ی ل | ۶       | Pandas                              | برادران وارنر / آی‌مکس                                   | Drew Fellman, David Douglas (directors); Drew Fellman (فیلمنامه); کریستن بل | مستند، Nature                                           | [ ۸۱ ]  |
| آ و ر ی ل | ۶       | به پیت تکیه کن                      | ای ۲۴                                                   | اندرو هیگ (کارگردانی/فیلمنامه); چارلی پلامر، کلویی سونی، تراویس فیمل، استیو بوشمی | درام، ورزشی                                             | [ ۸۲ ]  |
| آ و ر ی ل | ۶       | فصل معجزه                           | LD Entertainment                                        | شان مک‌نامارا (کارگردانی); David Aaron Cohen, Elissa Matsueda (فیلمنامه); هلن هانت، ویلیام هرت، Erin Moriarty, دانیکا یاروش | درام، ورزشی                                             | [ ۸۳ ]  |
| آ و ر ی ل | ۱۱      | بیروت (فیلم)                        | بلیکر استریت                                            | برد اندرسون (کارگردانی); تونی گیلروی (فیلمنامه); جان هم، رزمند پایک، دین نوریس، شیا ویگهام، لری پاین، مارک پلگرینو | اکشن، هیجانی                                            | [ ۳۷ ]  |
| آ و ر ی ل | ۱۳      | رمپیج                               | برادران وارنر / نیو لاین سینما                          | برد پیتون (کارگردانی); Ryan Engle (فیلمنامه); دواین جانسون، نائومی هریس، مالین اکرمان، جیک لیسی، مارلی شلتن، جو منگنیلو، جفری دین مورگان | اکشن، ماجراجویی، Sci-Fi                                 | [ ۸۴ ]  |
| آ و ر ی ل | ۱۳      | جرئت یا حقیقت                       | یونیورسال استودیوز / بلوم هاوس پروداکشنز                | جف وادلو (کارگردانی/فیلمنامه); Michael Reisz, Chris Roach , Jillian Jacobs (فیلمنامه); لوسی هیل، تایلر پوزی، ویولت بین، نولان جرارد فانک، Hayden Szeto, Sophia Taylor Ali | ترسناک                                                  | [ ۸۵ ]  |
| آ و ر ی ل | ۱۳      | سوارکار                             | سونی پیکچرز کلاسیکس                                     | کلویی ژائو (کارگردانی/فیلمنامه); Brady Jandreau | درام، Biography                                         | [ ۸۶ ]  |
| آ و ر ی ل | ۱۳      | گروهبان استابی: یک قهرمان آمریکایی  | Fun Academy Motion Pictures / میکروس ایمیج              | Richard Lanni (کارگردانی/فیلمنامه); Mike Stokey (فیلمنامه); لوگان لرمن، هلنا بونهام کارتر، ژرار دوپاردیو | پویانمایی، خانوادگی                                     | [ ۸۷ ]  |
| آ و ر ی ل | ۲۰      | من احساس زیبایی می‌کنم               | اس‌تی‌اکس انترتینمنت                                      | Abby Kohn, Marc Silverstein (کارگردانی/فیلمنامه); ایمی شومر، میشل ویلیامز، امیلی راتایکوفسکی، Rory Scovel | کمدی                                                    | [ ۸۸ ]  |
| آ و ر ی ل | ۲۰      | سربازان فوق‌العاده ۲                 | فاکس سرچلایت پیکچرز                                     | جی چاندراسکار (کارگردانی); Broken Lizard (فیلمنامه); Jay Chandrasekhar, Paul Soter, Steve Lemme, Erik Stolhanske, Kevin Heffernan | جنایی، کمدی، معمایی                                     | [ ۸۹ ]  |
| آ و ر ی ل | ۲۰      | ترافیک                              | سامیت انترتینمنت / Codeblack Films                      | Deon Taylor (کارگردانی/فیلمنامه); پائولا پاتون، عمر اپس، میسی پایل، ویلیام فیکنر، روزلین سانچز، داون اولیویری، لاز آلونسو | Thriller                                                | [ ۹۰ ]  |
| آ و ر ی ل | ۲۰      | The House of Tomorrow               | کارخانه فریاد!                                          | Peter Livolsi (کارگردانی/فیلمنامه); ایسا باترفیلد، نیک آفرمن، الن برستین، الکس وولف، مود اپتو | درام                                                    | [ ۹۱ ]  |
| آ و ر ی ل | ۲۱      | Liz and the Blue Bird               | کیوتو انیمیشن                                           | نائوکو یامادا (کارگردانی); Reiko Yoshida (فیلمنامه); Atsumi Tanezaki, نائو تیاما | پویانمایی، درام، Musical                                | [ ۹۲ ]  |
| آ و ر ی ل | ۲۷      | انتقام‌جویان: جنگ ابدیت              | مارول استودیوز                                          | برادران روسو (directors); کریستوفر مارکوس و استیون مک‌فیلی (فیلمنامه); رابرت داونی جونیور، کریس همسورث، مارک رافلو، کریس ایوانز، اسکارلت جوهانسون، بندیکت کامبربچ، دان چیدل، تام هالند، چادویک بوزمن، پل بتانی، الیزابت اولسن، آنتونی مکی، سباستین استن، دانای گوریرا، لتیشیا رایت، دیوید باتیستا، زویی سالدانا، پام کلمنتیئف، کارن گیلان، بندیکت وانگ، ادریس البا، پیتر دینکلیج، تام هیدلستون، وین دیزل، بردلی کوپر، گوئینت پالترو، بنیسیو دل تورو، جاش برولین، کریس پرت | ابرقهرمانی، Epic, اکشن، ماجراجویی، Sci-Fi, فانتزی، درام | [ ۹۳ ]  |
| آ و ر ی ل | ۲۷      | نافرمانی                            | بلیکر استریت                                            | سباستین للیو (کارگردانی/فیلمنامه); ربه‌کا لنکوویچ (فیلمنامه); ریچل وایس، ریچل مک‌آدامز، آلساندرو نیوولا | درام                                                    | [ ۳۷ ]  |
| آ و ر ی ل | ۲۷      | Backstabbing for Beginners          | ای ۲۴                                                   | پر فلی (کارگردانی); Daniel Pyne, Per Fly (فیلمنامه); بن کینگزلی، تئو جیمز، جکلین بیسیت | Thriller                                                | [ ۹۴ ]  |
| آ و ر ی ل | ۲۷      | Kings                               | اورچرد                                                  | دنیز گامزه ارگوون (کارگردانی/فیلمنامه); هلی بری، دنیل کریگ | رمانتیک                                                 | [ ۹۵ ]  |
| M A Y     | ۴       | بر فراز دریا                        | مترو گلدوین مایر / لاینزگیت فیلمز / Pantelion Films     | راب گرینبرگ، Bob Fisher (directors/screenplay); آنا فاریس، اوگینو دربز، اوا لونگوریا، جان هانا، جاش سگارا، مل رودریگز | کمدی، رمانتیک                                           | [ ۹۰ ]  |
| M A Y     | ۴       | تالی                                | فوکس فیچرز                                              | جیسون رایتمن (کارگردانی); دیابلو کودی (فیلمنامه); شارلیز ترون، مک‌کنزی دیویس، مارک دوپلاس، ران لیوینگستون | کمدی، درام                                              | [ ۹۶ ]  |
| M A Y     | ۴       | Bad Samaritan                       | الکتریک انترتینمنت                                      | دین دولین (کارگردانی); Brandon Boyce (فیلمنامه); دیوید تننت، رابرت شیهان، Carlito Olivero, کری کندن، Jacqueline Byers | ترسناک، هیجانی                                          | [ ۹۷ ]  |
| M A Y     | ۴       | The Cleanse                         | سونی پیکچرز                                             | Bobby Miller (کارگردانی/فیلمنامه); جانی گالکی، آنا فریل، اولیور پلات، آنجلیکا هیوستون | کمدی، ترسناک                                            | [ ۹۸ ]  |
| M A Y     | ۴       | نگهبانان                            | Music Box Films                                         | زاویه بووا (کارگردانی/فیلمنامه); ناتالی بای | درام                                                    | [ ۹۹ ]  |
| M A Y     | ۱۱      | پایه مهمانی                         | برادران وارنر / نیو لاین سینما                          | بن فالکون (کارگردانی/فیلمنامه); ملیسا مک‌کارتی (فیلمنامه); Melissa McCarthy, مایا رودولف، مالی گوردن، جولی بوون، جیلیان جیکوبز، دبی راین، مت والش، جکی ویور | کمدی                                                    | [ ۱۰۰ ] |
| M A Y     | ۱۱      | وارد شدن                            | یونیورسال استودیوز                                      | جیمز مک‌تیگو (کارگردانی); Ryan Engle (فیلمنامه); گابریله یونیون، بیلی برک، ریچارد کابرال, Seth Carr, Levi Meaden, ایژیانا الکسیس، کریستا میلر | درام، هیجانی                                            | [ ۱۰۱ ] |
| M A Y     | ۱۱      | The Seagull                         | سونی پیکچرز کلاسیکس                                     | مایکل میر (کارگردانی); Stephen Karam (فیلمنامه); سورشا رونان، آنت بنینگ، کوری استول، بیلی هوول | Thriller                                                | [ ۱۰۲ ] |
| M A Y     | ۱۱      | ترمینال                             | آر ال جی ای فیلمز                                       | Vaughn Stein (کارگردانی/فیلمنامه); مارگو رابی، سایمون پگ، دکستر فلچر، مکس آیرونز، مایک مایرز | درام، هیجانی                                            | [ ۱۰۳ ] |
| M A Y     | ۱۱      | انتقام                              | نئون (شرکت)                                             | Coralie Fargeat (کارگردانی/فیلمنامه); ماتیلدا لوتز، Kevin Janssens, Vincent Colombe, Guillaume Bouchède | Thriller                                                | [ ۱۰۴ ] |
| M A Y     | ۱۸      | ددپول ۲                             | فاکس قرن بیستم / مارول انترتینمنت                       | دیوید لیچ (کارگردانی); رت ریس، پال ورنیک، رایان رینولدز (فیلمنامه); Ryan Reynolds, جاش برولین، زازی بیتز، جولین دنیسون، مورنا باکارین، تی جی میلر، برایانا هیلدبرند، استفان کاپیچیچ، جک کسی، لزلی اوگامس، کاران سونی، کوتسونا شیئوری، ادی مارسن، تری کروس، بیل اسکارشگورد، لوئیس تان، راب دلینی | ابرقهرمانی، اکشن، کمدی                                  | [ ۱۰۵ ] |
| M A Y     | ۱۸      | باشگاه کتاب (فیلم)                  | پارامونت پیکچرز                                         | Bill Holderman (کارگردانی/فیلمنامه); Erin Simms (فیلمنامه); جین فوندا، کندیس برگن، مری استینبورگن، داین کیتن | کمدی                                                    | [ ۱۰۶ ] |
| M A Y     | ۱۸      | نخستین اصلاح‌شده                     | ای ۲۴                                                   | پل شریدر (کارگردانی/فیلمنامه); ایثن هاک، آماندا سیفرید، سدریک اینترتینر | درام                                                    | [ ۱۰۷ ] |
| M A Y     | ۱۸      | Pope Francis: A Man of His Word     | فوکس فیچرز                                              | ویم وندرس (کارگردانی); پاپ فرانسیس | Documentary                                             | [ ۱۰۸ ] |
| M A Y     | ۱۸      | Show Dogs                           | اوپن رود فیلمز                                          | راجا گاسنل (کارگردانی); Max Botkin (فیلمنامه); ویل آرنت، ناتاشا لیون، لوداکریس، استنلی توچی، شکیل اونیل، گابریل ایگلسیاس، الن کامینگ، Oliver Tompsett, اندی بک‌ویت | خانوادگی، کمدی                                          | [ ۱۰۹ ] |
| M A Y     | ۲۵      | سولو: داستانی از جنگ ستارگان        | لوکاس فیلم                                              | ران هاوارد (کارگردانی); لارنس کاسدان، جاناتان کاسدان (فیلمنامه); آلدن ارنرایک، وودی هارلسون، امیلیا کلارک، دونالد گلاور، تندی نیوتون، فیبی والر-بریج، جوناس سوتامو، پل بتانی | Sci-Fi, کمدی، اکشن، ماجراجویی                           | [ ۱۱۰ ] |
| M A Y     | ۲۵      | چطور با دخترها در مهمانی‌ها گپ بزنیم | ای ۲۴                                                   | جان کامرون میچل (کارگردانی); Philippa Goslett, John Cameron Mitchell (فیلمنامه); ال فانینگ، Alex Sharp, نیکول کیدمن، روث ویلسون، مت لوکاس | Sci-Fi, رمانتیک، کمدی                                   | [ ۱۱۱ ] |
| M A Y     | ۲۵      | در تاریکی                           | ورتیکال انترتینمنت                                      | Anthony Byrne (کارگردانی); Anthony Byrne, ناتالی دورمر (فیلمنامه); Natalie Dormer, امیلی راتایکوفسکی، اد اسکرین، جولی ریچاردسون، نیل مسکل، جیمز کازمو، Jan Bijvoet | Thriller                                                | [ ۱۱۲ ] |
| M A Y     | ۲۵      | The Misandrists                     | Cartilage Films                                         | بروس لابروس (کارگردانی); Bruce LaBruce (فیلمنامه); Susanne Sachße, Viva Ruiz, Kembra Pfahler, Caprice Crawford, Grete Gehrke | کمدی                                                    | [ ۱۱۳ ] |
| M A Y     | ۲۵      | دنیای آینده                         | Lionsgate Premiere                                      | جیمز فرانکو، Bruce Thierry Cheung (کارگردانی); Bruce Thierry Cheung, Jeremy Cheung, Jay Davis (فیلمنامه); James Franco, سوکی واترهاوس، Jeffrey Wahlberg, مارگاریتا لیویوا، اسنوپ داگ، توین شدو، متد من، لوسی لیو، میلا یوویچ | Thriller, اکشن، Sci-Fi                                  | [ ۱۱۴ ] |
| ژ و ِ ن    | ۱       | Action Point                        | پارامونت پیکچرز                                         | Tim Kirkby (کارگردانی); جانی ناکسویل (فیلمنامه); Johnny Knoxville, کریس پونتیوس | اکشن، کمدی                                              | [ ۱۱۵ ] |
| ژ و ِ ن    | ۱       | شناور                               | اس‌تی‌اکس انترتینمنت                                      | بالتاسار کورماکور (کارگردانی); Aaron Kandell, Jordan Kandell, David Branson Smith (فیلمنامه); شیلین وودلی، سم کلفلین | درام                                                    | [ ۱۱۶ ] |
| ژ و ِ ن    | ۱       | ارتقا                               | بلوم هاوس پروداکشنز                                     | لی ونل (کارگردانی/فیلمنامه); لوگان مارشال-گرین، بتی گابریل، هریسون گیلبرتسون، Benedict Hardie | Sci-fi, ترسناک، اکشن                                    | [ ۱۱۷ ] |
| ژ و ِ ن    | ۱       | حیوانات آمریکایی                    | اورچرد / مووی پس                                        | Bart Layton (کارگردانی/فیلمنامه); ایوان پیترز، بری کیوگن، بلیک جنر، جارد آبراهامسون، اودو کیر، آن داود | جنایی، درام                                             | [ ۱۱۸ ] |
| ژ و ِ ن    | ۱       | حیوانات اجتماعی                     | ورتیکال انترتینمنت                                      | Theresa Bennett (کارگردانی/فیلمنامه); Noël Wells, جاش ردنر، آیا کش، کارلی چایکین، Fortune Feimster, سمیرا وایلی | کمدی                                                    | [ ۱۱۹ ] |
| ژ و ِ ن    | ۸       | هشت یار اوشن                        | برادران وارنر / ویلیج رودشو پیکچرز                      | گری راس (کارگردانی/فیلمنامه); Olivia Milch (فیلمنامه); ساندرا بولاک، کیت بلانشت، ان هتوی، میندی کالینگ، سارا پلسون، آکوافینا، ریانا، هلنا بونهام کارتر | Heist, کمدی                                             | [ ۱۲۰ ] |
| ژ و ِ ن    | ۸       | تو همسایه من نیستی؟                 | فوکس فیچرز                                              | مورگان نویل (کارگردانی); فرد راجرز | Documentary                                             | [ ۱۲۱ ] |
| ژ و ِ ن    | ۸       | موروثی                              | ای ۲۴                                                   | Ari Aster (کارگردانی/فیلمنامه); تونی کولت، الکس وولف، Milly Shapiro, آن داود، گابریل بیرن | ترسناک                                                  | [ ۱۲۲ ] |
| ژ و ِ ن    | ۸       | هتل آرتمیس                          | اوپن رود فیلمز                                          | درو پی‌یرس (کارگردانی/فیلمنامه); جودی فاستر، استرلینگ کی براون، سوفیا بوتلا، جف گلدبلوم، دیوید باتیستا، برایان تایری هنری، جنی سلیت، زکری کینتو، چارلی دی | اکشن، هیجانی                                            | [ ۱۲۳ ] |
| ژ و ِ ن    | ۱۳      | پرواز فوق‌العاده                     | کلمبیا پیکچرز                                           | دیرکتور اکس (کارگردانی); Alex Tse (فیلمنامه); تره‌ور جکسون، جیسون میچل، مایکل کی ویلیامز، آسای مورالس | جنایی، درام                                             | [ ۱۲۴ ] |
| ژ و ِ ن    | ۱۵      | شگفت‌انگیزان ۲                       | والت دیزنی پیکچرز / پیکسار                              | برد برد (کارگردانی/فیلمنامه); هالی هانتر، کریگ تی. نلسن، سارا واول، Huck Milner, ساموئل ال. جکسون، باب ادنکیرک، کاترین کینر، Brad Bird, جاناتان بنکس، Michael Bird, سوفیا بوش، فیل لامار، پل ایدینگ، Bill Wise, ایزابلا روسلینی، جان راتزنبرگر | ابرقهرمانی، خانوادگی، پویانمایی                         | [ ۱۲۵ ] |
| ژ و ِ ن    | ۱۵      | تگ (فیلم ۲۰۱۸)                      | برادران وارنر / نیو لاین سینما                          | Jeff Tomsic (کارگردانی); Rob McKittrick, Mark Steilen (فیلمنامه); اد هلمز، جرمی رنر، جان هم، جیک جانسون، هانیبال بورس، آنابل والیس، آیلا فیشر، رشیدا جونز، لسلی بیب | کمدی                                                    | [ ۱۲۶ ] |
| ژ و ِ ن    | ۱۵      | در ساحل چزیل                        | بلیکر استریت                                            | دومینیک کوک (کارگردانی); ایان مک‌یوون (فیلمنامه); سورشا رونان، بیلی هوول، امیلی واتسون، آن-ماری داف، ساموئل وست، آدریان اسکاربورو | درام                                                    | [ ۳۷ ]  |
| ژ و ِ ن    | ۱۵      | گوتی                                | ورتیکال انترتینمنت                                      | کوین کانلی (کارگردانی); Lem Dobbs, لئو روسی (فیلمنامه); جان تراولتا، کلی پرستون، استیسی کیچ، پروییت تیلور وینس، Spencer Lofranco, William DeMeo, Leo Rossi, ویکتور گوجکاج | زندگی‌نامه‌ای، جنایی، درام                                | [ ۱۲۷ ] |
| ژ و ِ ن    | ۲۲      | دنیای ژوراسیک: سقوط پادشاهی         | یونیورسال استودیوز / امبلین اینترتینمنت / لجندری پیکچرز | خوان آنتونیو بایونا (کارگردانی); Derek Connolly, کالین ترورو (فیلمنامه); کریس پرت، برایس دالاس هاوارد، ریف اسپال، جاستیس اسمیث، دنیلا پیندا، جیمز کرامول، توبی جونز، تد لواین، بی‌دی ونگ، دنیای ژوراسیک: سقوط پادشاهی، جرالدین چاپلین، جف گلدبلوم | اکشن، ماجراجویی، Sci-Fi                                 | [ ۱۲۸ ] |
| ژ و ِ ن    | ۲۲      | Boundaries                          | سونی پیکچرز کلاسیکس                                     | Shana Feste (کارگردانی/فیلمنامه); ورا فارمیگا، کریستوفر پلامر، Lewis MacDougall, بابی کاناوله، کریستین شال | کمدی، درام                                              | [ ۱۲۹ ] |
| ژ و ِ ن    | ۲۲      | دوشیزه                              | مگنولیا پیکچرز                                          | دیوید زلنر، Nathan Zellner (directors/screenplay); رابرت پتینسون، میا واشیکوفسکا | کمدی، درام                                              | [ ۱۳۰ ] |
| ژ و ِ ن    | ۲۸      | The Domestics                       | Orion Classics                                          | Mike P. Nelson (کارگردانی/فیلمنامه); تایلر هوچلین، کیت باسورث، لنس ردیک، سونویا میزونو، Dana Gourrier, Thomas Francis Murray, دیوید دستمالچیان | Sci-Fi, هیجانی                                          | [ ۱۳۱ ] |
| ژ و ِ ن    | ۲۹      | سیکاریو ۲: روز سرباز                | کلمبیا پیکچرز                                           | استفانو سولیما (کارگردانی); تیلور شریدان (فیلمنامه); بنیسیو دل تورو، جاش برولین، ایزابلا مونر، جفری داناوان، مانوئل گارسیا-رولفو، کاترین کینر | اکشن، جنایی، هیجانی                                     | [ ۱۳۲ ] |
| ژ و ِ ن    | ۲۹      | ردی به جا نگذار                     | بلیکر استریت                                            | دبرا گرانیک (کارگردانی/فیلمنامه); Anne Rosellini (فیلمنامه); بن فاستر، توماسین مک‌کنزی، جف کوبر، دیل دیکی | درام                                                    | [ ۱۳۳ ] |
| ژ و ِ ن    | ۲۹      | عمو درو                             | سامیت انترتینمنت                                        | Charles Stone III (کارگردانی); Jay Longino (فیلمنامه); کایری اروینگ، Lil Rel Howery, شکیل اونیل، رجی میلر، نیت رابینسون، کریس وبر، اریکا اش، لیسا لسلی، نیک کرول، تیفانی هدیش | کمدی، خانوادگی، ورزشی                                   | [ ۱۳۴ ] |
| ژ و ِ ن    | ۲۹      | زن جلو می‌رود                        | ای ۲۴                                                   | سوزانا وایت (کارگردانی); استیون نایت (فیلمنامه); جسیکا چستین، Michael Greyeyes, چاسک اسپنسر، سم راکول | زندگی‌نامه‌ای، درام                                       | [ ۱۳۵ ] |

### ژوئیه-سپتامبر
| Opening       | Opening | Title                                            | Studio                                             | Cast and crew | Genre                                     | Ref.    |
| ------------- | ------- | ------------------------------------------------ | -------------------------------------------------- | --- | ----------------------------------------- | ------- |
| J U L Y       | ۴       | اولین پاکسازی                                    | یونیورسال استودیوز / بلوم هاوس پروداکشنز           | Gerard McMurray (کارگردانی); جیمز دموناکو (فیلمنامه); Y'lan Noel, Lex Scott Davis, Joivan Wade, لورین ولز، مریسا تومی | ترسناک، Sci-fi                            | [ ۱۳۶ ] |
| J U L Y       | ۶       | مرد مورچه‌ای و زنبورک                             | مارول استودیوز                                     | پیتون رید (کارگردانی); کریس مک‌کنا، Erik Sommers, Andrew Barrer, Gabriel Ferrari, پل راد (فیلمنامه); Paul Rudd, اوانجلین لیلی، مایکل پنیا، مایکل داگلاس، میشل فایفر، والتون گوگینس، هانا جان کامن، بابی کاناوله، جودی گریر، تی.آی., دیوید دستمالچیان، ابی رایدر فورتسون، رندل پارک، لارنس فیشبرن                  | ابرقهرمانی، اکشن، ماجراجویی، کمدی، Sci-Fi | [ ۱۳۷ ] |
| J U L Y       | ۶       | ببخشید مزاحم شما شدم                             | آناپورنا پیکچرز                                    | بوتس رایلی (کارگردانی/فیلمنامه); کیت استنفیلد، تسا تامپسون، آرمی همر، استیون ین، Jermaine Fowler, عمری هاردویک، تری کروس، دنی گلاور، پتن اسوالت، دیوید کراس | Sci-Fi, فانتزی، کمدی                      | [ ۱۳۸ ] |
| J U L Y       | ۶       | Whitney                                          | رودساید اترکشنز / میرامکس                          | کوین مک‌دانلد (کارگردانی/فیلمنامه); ویتنی هیوستون | Documentary                               | [ ۱۳۹ ] |
| J U L Y       | ۱۳      | هتل ترانسیلوانیا ۳: تعطیلات تابستانی             | کلمبیا پیکچرز / سونی پیکچرز انیمیشن                | گندی تارتاکوفسکی (کارگردانی/فیلمنامه); Michael McCullers (فیلمنامه); آدام سندلر، اندی سمبرگ، سلنا گومز، کوین جیمز، فرن درشر، استیو بوشمی، مالی شنون، آدام سندلر، دیوید اسپید، کیگان-مایکل کی، کاترین هان، جیم گافیگان، Asher Blinkoff, کریس پارنل، Joe Whyte, جو جوناس، کریسی تیگن، مل بروکس، Genndy Tartakovsky | کمدی، پویانمایی، Fantasy                  | [ ۱۴۰ ] |
| J U L Y       | ۱۳      | آسمان‌خراش                                        | یونیورسال استودیوز / لجندری پیکچرز                 | راوسون مارشال تربر (کارگردانی/فیلمنامه); دواین جانسون، نو کمبل، چین هان، رولاند مولر، پابلو شرایبر، بایرون من، Hannah Quinlivan, نوآ تیلور | اکشن، هیجانی                              | [ ۱۴۱ ] |
| J U L Y       | ۱۳      | کلاس هشتم                                        | ای ۲۴                                              | بو بورنهام (کارگردانی/فیلمنامه); السی فیشر، جاش همیلتون، امیلی رابینسون، Missy Yager | کمدی                                      | [ ۱۴۲ ] |
| J U L Y       | ۱۳      | نگران نباشید، او با پای پیاده زیاد دور نخواهد شد | آمازون استودیوز                                    | گاس ون سنت (کارگردانی/فیلمنامه); واکین فینیکس، رونی مارا، جونا هیل، جک بلک | کمدی، درام                                | [ ۱۴۳ ] |
| J U L Y       | ۱۳      | شوک و ترس                                        | ورتیکال انترتینمنت                                 | راب راینر (کارگردانی); Joey Hartstone (فیلمنامه); وودی هارلسون، تامی لی جونز، جیمز مارسدن، میلا یوویچ، جسیکا بیل، ریچارد شیف، ال ساپینزا | درام                                      | [ ۱۴۴ ] |
| J U L Y       | ۲۰      | ماما میا! دوباره شروع کنیم                       | یونیورسال استودیوز / لجندری پیکچرز / Playtone      | اول پارکر (کارگردانی/فیلمنامه); لیلی جیمز، آماندا سیفرید، پیرس برازنان، کالین فرث، استلان اسکارشگورد، جولی والترز، کریستین برنسکی، دومینیک کوپر، شر، اندی گارسیا، مریل استریپ | رمانتیک، Musical, کمدی                    | [ ۱۴۵ ] |
| J U L Y       | ۲۰      | ایکوالایزر ۲                                     | کلمبیا پیکچرز / Escape Artists                     | آنتوان فوکوآ (کارگردانی); Richard Wenk (فیلمنامه); دنزل واشینگتن، اشتون ساندرس، پدرو پاسکال، ملیسا لیو، بیل پولمن | اکشن، جنایی، هیجانی                       | [ ۱۴۶ ] |
| J U L Y       | ۲۰      | Blindspotting                                    | سامیت انترتینمنت / Codeblack Films                 | Carlos López Estrada (کارگردانی); داوید دیگز، Rafael Casal (فیلمنامه); جنینا گاوانکار، ایتان امبری، Daveed Diggs, Rafael Casal, وین نایت | کمدی                                      | [ ۱۴۷ ] |
| J U L Y       | ۲۰      | غیردوستانه: دارک وب                              | بلوم هاوس پروداکشنز                                | Stephen Susco (کارگردانی/فیلمنامه); Colin Woodell, Rebecca Rittenhouse, بتی گابریل، اندرو لیز، Connor Del Rio, Stephanie Nogueras, Savira Windyani | ترسناک                                    | [ ۱۴۸ ] |
| J U L Y       | ۲۰      | بلیچ                                             | برادران وارنر                                      | Shinsuke Sato (کارگردانی); سوتا فوکوشی، هانا سوگیساکی | Supernatural, فانتزی، اکشن                | [ ۱۴۹ ] |
| J U L Y       | ۲۰      | Gauguin – Voyage de Tahiti                       | Cohen Media Group                                  | Édouard Deluc (کارگردانی/فیلمنامه); اتین کومار (فیلمنامه); ونسان کسل، Tuheï Adams, مالک زیدی | زندگی‌نامه‌ای، درام، رمانتیک                | [ ۱۵۰ ] |
| J U L Y       | ۲۷      | مأموریت: غیرممکن - فال‌اوت                        | پارامونت پیکچرز / اسکای‌دنس مدیا / بد روبات         | کریستوفر مک‌کوری (کارگردانی/فیلمنامه); تام کروز، هنری کویل، وینگ ریمز، سایمون پگ، ربکا فرگوسن، شان هریس، آنجلا باست، میشل موناهن، الک بالدوین | اکشن، ماجراجویی، هیجانی                   | [ ۱۵۱ ] |
| J U L Y       | ۲۷      | تایتان‌های نوجوان به سینما می‌آیند!                | برادران وارنر / وارنر برادرز انیمیشن / دی‌سی کامیکس | Peter Rida Michail (کارگردانی); Aaron Horvath (co-کارگردانی/فیلمنامه); Michael Jelenic (فیلمنامه); اسکات منویل، کاری پیتون، تارا استرانگ، گرگ سیپس، هایدن والش، ویل آرنت، کریستن بل | پویانمایی، ابرقهرمانی، کمدی               | [ ۱۵۲ ] |
| J U L Y       | ۲۷      | کارآگاه دی: چهار پادشاه آسمانی                   | هوای برادرز                                        | تسوی هارک (کارگردان), Chang Chia-lu, Chen Kuo-Fu (فیلمنامه), Mark Chao, فنگ شائوفنگ، لین گنگشین، کارینا لاو، ایتن جوآن، Sandra Ma | اکشن، ماجراجویی، فانتزی، معمایی           | [ ۱۵۳ ] |
| J U L Y       | ۲۷      | شب‌های داغ تابستان (فیلم)                         | ای ۲۴                                              | Elijah Bynum (کارگردانی/فیلمنامه); تیموتی شالامی، مایکا مونرو، الکس رو، مایا میچل | درام                                      | [ ۱۵۴ ] |
| J U L Y       | ۲۷      | پازل                                             | سونی پیکچرز کلاسیکس                                | Marc Turtletaub (کارگردانی); Oren Moverman (فیلمنامه); کلی مکدونالد، عرفان خان، دیوید دنمان، Bubba Weiler, آستین آبرامز، لیو هیوسن | درام                                      | [ ۱۵۵ ] |
| A U G U S T   | ۳       | کریستوفر رابین                                   | والت دیزنی پیکچرز                                  | مارک فورستر (کارگردانی); توماس مک‌کارتی، الکس راس پری، Allison Schroeder (فیلمنامه); یوان مک‌گرگور، هایلی اتول، Bronte Carmichael, مارک گیتیس، جیم کامینگز، براد گرت، نیک محمد (بازیگر), پیتر کاپالدی، سوفی اوکوندو، Sara Sheen, توبی جونز                                                                         | خانوادگی، کمدی، درام، Fantasy             | [ ۱۵۶ ] |
| A U G U S T   | ۳       | تاریک‌ترین ذهن‌ها                                  | فاکس قرن بیستم / 21 Laps Entertainment             | جنیفر یو نلسون (کارگردانی); Chad Hodge (فیلمنامه); آماندلا استنبرگ، مندی مور، هریس دیکسون، گوئندولین کریستی | Sci-Fi, اکشن، هیجانی                      | [ ۱۵۷ ] |
| A U G U S T   | ۳       | جاسوسی که از من روی برگرداند                     | لاینزگیت فیلمز / ایمیج اینترتیمنت                  | سوزانا فوگل (کارگردانی/فیلمنامه); David Iserson (فیلمنامه); میلا کونیس، کیت مک‌کینون، جاستین ثرو، سم هیوین، جیلین اندرسون | اکشن، کمدی                                | [ ۱۵۸ ] |
| A U G U S T   | ۳       | آموزش اشتباه کامرون پست                          | FilmRise                                           | دزیره اخوان (کارگردانی); Desiree Akhavan, Cecilia Frugiuele (فیلمنامه); کلویی گریس مورتس، ساشا لین، جان گلگر، جونیور، فارست گودلاک، جنیفر ایلی | درام                                      | [ ۱۵۹ ] |
| A U G U S T   | ۳       | Never Goin' Back                                 | ای ۲۴                                              | Augustine Frizzell (کارگردانی/فیلمنامه); مایا میچل، کامیلا مورون، کایل مانی، Joel Allen, Kendal Smith, Matthew Holcomb | کمدی، درام                                | [ ۱۶۰ ] |
| A U G U S T   | ۸       | روزهای سگی                                       | LD Entertainment                                   | کن مارینو (کارگردانی); Elissa Matsueda, Erica Oyama (فیلمنامه); نینا دوبرو، فین ولفهارد، ونسا هاجنز، آدام پالی، اوا لونگوریا | کمدی                                      | [ ۱۶۱ ] |
| A U G U S T   | ۱۰      | مگ                                               | برادران وارنر                                      | جان ترتلتاب (کارگردانی); Dean Georgaris, Jon Hoeber, Erich Hoeber (فیلمنامه); جیسون استاتهام، لی بینگ‌بینگ، رین ویلسون، روبی رز، وینستون چائو، کلیف کرتیس | اکشن، ترسناک، هیجانی، Sci-Fi              | [ ۱۶۲ ] |
| A U G U S T   | ۱۰      | بلکککلنزمن                                       | فوکس فیچرز / لجندری پیکچرز / پرفکت ورلد پیکچرز     | اسپایک لی (کارگردانی); Spike Lee, David Rabinowitz, Charlie Wachtel, Kevin Willmott (فیلمنامه); جان دیوید واشینگتن، آدام درایور، لورا هری‌یر، توفر گریس | جنایی، درام                               | [ ۱۶۳ ] |
| A U G U S T   | ۱۰      | اسلندرمن                                         | اسکرین جمز                                         | سیلوین وایت (کارگردانی); David Birke (فیلمنامه); جوئی کینگ، جولیا گولدانی تلس، جاز سینکلر، انالیس باسو، خاویر بوتت | ترسناک، هیجانی                            | [ ۱۶۴ ] |
| A U G U S T   | ۱۰      | نیایش قبل از سپیده‌دم                             | ای ۲۴                                              | Jean-Stéphane Sauvaire (کارگردانی); Jonathan Hirschbein, Nick Saltrese (فیلمنامه); جو کول | درام                                      | [ ۱۶۵ ] |
| A U G U S T   | ۱۵      | آسیایی‌های خرپول                                  | برادران وارنر                                      | جان ام. چو (کارگردانی); Peter Chiarelli, Adele Lim (فیلمنامه); کنستانس وو، هنری گلدینگ، جما چان، آکوافینا، لیسا لو، کن جیونگ، میشل یئو | رمانتیک، کمدی، درام                       | [ ۱۶۶ ] |
| A U G U S T   | ۱۷      | آلفا                                             | کلمبیا پیکچرز                                      | برادران هیوز (کارگردانی); Dan Wiedenhaupt (فیلمنامه); کدی اسمیت-مک‌فی، لئونور وارلا، ینس هولتن | ماجراجویی، فانتزی، درام                   | [ ۱۶۷ ] |
| A U G U S T   | ۱۷      | مایل ۲۲                                          | اس‌تی‌اکس انترتینمنت                                 | پیتر برگ (کارگردانی); Graham Roland, Lea Carpenter (فیلمنامه); مارک والبرگ، جان مالکوویچ، لورن کوهن، ایکو اویس، روندا رزی | اکشن، هیجانی                              | [ ۱۶۸ ] |
| A U G U S T   | ۱۷      | همسر                                             | سونی پیکچرز کلاسیکس                                | بیورن رونگه (کارگردانی); جین اندرسن (فیلمنامه); گلن کلوز، جاناتان پرایس، کریستین اسلیتر، مکس آیرونز، Annie Starke, هری لوید، الیزابت مک‌گاورن | درام                                      | [ ۱۶۹ ] |
| A U G U S T   | ۱۷      | باشگاه پسران بیلیونر                             | ورتیکال انترتینمنت                                 | James Cox (کارگردانی); James Cox, Captain Mauzner (فیلمنامه); انسل الگورت، تارون اگرتون، کوین اسپیسی، جرمی ایروین، کری الویس، اما رابرتس، بیلی لورد، سوکی واترهاوس، جاد نلسن | زندگی‌نامه‌ای، جنایی، درام                  | [ ۱۷۰ ] |
| A U G U S T   | ۱۷      | جولیت، برهنه (فیلم)                              | لاینزگیت فیلمز / رودساید اترکشنز                   | Jesse Peretz (کارگردانی); Tamara Jenkins, فیل آلدن رابینسون، جیم تیلور (فیلمنامه); ایثن هاک، رز بیرن | رمانتیک، درام                             | [ ۱۷۱ ] |
| A U G U S T   | ۱۷      | انتهای دالانی تاریک                              | Lionsgate Premiere                                 | رودریگو کورتس (کارگردانی); Michael Goldbach, کریس اسپارلینگ (فیلمنامه); آناسوفیا راب، اوما تورمن، ایزابل فورمن، کریستی میچل، تیلور راسل، Jim Sturgeon, Victoria Moroles | فانتزی، درام                              | [ ۱۷۲ ] |
| A U G U S T   | ۲۴      | قتل در ساعات خوش                                 | اس‌تی‌اکس انترتینمنت / شرکت جیم هنسن / ملیسا مک‌کارتی | برایان هنسون (کارگردانی); Todd Berger (فیلمنامه); ملیسا مک‌کارتی، مایا رودولف، جوئل مک‌هال، الیزابت بنکس | Puppet, کمدی، هیجانی                      | [ ۱۷۳ ] |
| A U G U S T   | ۲۴      | جستجو                                            | اسکرین جمز                                         | انیش چاگانتی (کارگردانی/فیلمنامه); Sev Ohanian (فیلمنامه); جان چو، دبرا مسینگ | معمایی، هیجانی                            | [ ۱۷۴ ] |
| A U G U S T   | ۲۴      | پاپیون                                           | بلیکر استریت                                       | Michael Noer (کارگردانی); Aaron Guzikowski (فیلمنامه); چارلی هونام، رامی ملک | Biography                                 | [ ۱۷۵ ] |
| A U G U S T   | ۲۴      | A.X.L.                                           | اوپن رود فیلمز                                     | Oliver Daly (کارگردانی/فیلمنامه); Alex Neustaedter, بکی جی، Alex MacNicoll, توماس جین، لو تیلور پاچی، پاتریسیا د لئون | Sci-Fi, ماجراجویی                         | [ ۱۷۶ ] |
| A U G U S T   | ۲۹      | عملیات نهایی                                     | مترو گلدوین مایر                                   | کریس وایتز (کارگردانی); Matthew Orton (فیلمنامه); اسکار آیزاک، بن کینگزلی، Lior Raz, ملانی لوران، نیک کرول، جو آلوین | تاریخی، درام                              | [ ۱۷۷ ] |
| A U G U S T   | ۳۱      | کین (فیلم ۲۰۱۸)                                  | سامیت انترتینمنت                                   | Jonathan Baker, Josh Baker (کارگردانی/فیلمنامه); Daniel Casey (فیلمنامه); Myles Truitt, جک رینور، زوئی کراویتز، کری کون، دنیس کواید، جیمز فرانکو | Sci-Fi, اکشن، جنایی، هیجانی               | [ ۱۷۸ ] |
| A U G U S T   | ۳۱      | The Little Stranger                              | فوکس فیچرز                                         | لنی آبراهامسون (کارگردانی); Lucinda Coxon (فیلمنامه); دامنل گلیسون، روث ویلسون، ویل پولتر، شارلوت رمپلینگ، Alison Pargeter | ترسناک، هیجانی                            | [ ۱۷۹ ] |
| A U G U S T   | ۳۱      | مقصد عروسی                                       | Regatta                                            | Victor Levin (کارگردانی/فیلمنامه); وینونا رایدر، کیانو ریوز | رمانتیک، کمدی                             | [ ۱۸۰ ] |
| س پ ت ا م ب ر | ۷       | راهبه                                            | برادران وارنر / نیو لاین سینما                     | Corin Hardy (کارگردانی); گری دابرمن (فیلمنامه); دمیان بیچیر، تایسا فارمیگا، جوناس بلوکت, شارلوت هوپ، اینگرید بیسو، بونی آرونز | ترسناک                                    | [ ۱۸۱ ] |
| س پ ت ا م ب ر | ۷       | نعناع تند (فیلم ۲۰۱۸)                            | اس‌تی‌اکس انترتینمنت / لیک‌شور انترتینمنت             | پی‌یر مورل (کارگردانی); Chad St. John (فیلمنامه); جنیفر گارنر، جان اورتیز، خوان پابلو رابا، جان گلگر، جونیور، اینی ایلانزا، Richard Cabral | اکشن، هیجانی                              | [ ۱۸۲ ] |
| س پ ت ا م ب ر | ۱۴      | غارتگر                                           | فاکس قرن بیستم                                     | شین بلک (کارگردانی/فیلمنامه); فرد دکر (فیلمنامه); بوید هالبروک، تراوانته رودز، جیکوب ترمبلی، کیگان-مایکل کی، الیویا مان، توماس جین، آلفی آلن، استرلینگ کی براون | ترسناک، اکشن، Sci-fi                      | [ ۱۸۳ ] |
| س پ ت ا م ب ر | ۱۴      | ریک پسر سفیدپوست                                 | کلمبیا پیکچرز                                      | Yann Demange (کارگردانی); Logan Miller, استیو کلاوز، Noah Miller, Andy Weiss (فیلمنامه); متیو مک‌کانهی، Richie Merritt, بل پاولی، جنیفر جیسن لی، برایان تایری هنری، روری کاکرین، آرجی کایلر، Jonathan Majors, ادی مارسن، بروس درن، پایپر لوری                                                                     | جنایی، درام                               | [ ۱۶۷ ] |
| س پ ت ا م ب ر | ۱۴      | یک لطف ساده                                      | لاینزگیت فیلمز                                     | پال فیگ (کارگردانی/فیلمنامه); Jessica Sharzer (فیلمنامه); آنا کندریک، بلیک لایولی، هنری گلدینگ، اندرو رنلز | Thriller, درام، کمدی                      | [ ۱۸۴ ] |
| س پ ت ا م ب ر | ۱۴      | قانون کودکان                                     | ای ۲۴                                              | ریچارد ایر (کارگردانی); ایان مک‌یوون (فیلمنامه); اما تامپسون، استنلی توچی، فیون وایتهد | درام                                      | [ ۱۸۵ ] |
| س پ ت ا م ب ر | ۱۴      | لیزی (فیلم ۲۰۱۸)                                 | صبان فیلمز / رودساید اترکشنز                       | Craig William Macneill (کارگردانی); Bryce Kass (فیلمنامه); کلویی سونی، کریستن استوارت، جی هوگولی، فیونا شو، جیمی شریدن، کیم دیکنز، دنی اوهر، جف پری | زندگی‌نامه‌ای، هیجانی                       | [ ۱۸۶ ] |
| س پ ت ا م ب ر | ۱۴      | مسیر رستگاری                                     | Pure Flix                                          | Harold Cronk (کارگردانی); ریچارد فریدنبرگ, Ken Hixon (فیلمنامه); Samuel Hunt, مریت پترسن، ونسا بل کالووی، بابی کامپو، دیوید دی لوئیس، دیوید ساکورای، WIll Graham | درام، Faith                               | [ ۱۸۷ ] |
| س پ ت ا م ب ر | ۲۱      | خانه‌ای با ساعتی درون دیوارهایش                   | یونیورسال استودیوز / امبلین اینترتینمنت            | الی راث (کارگردانی); اریک کریپک (فیلمنامه); جک بلک، کیت بلانشت، Owen Vaccaro, کایل مک‌لاکلن، رنی الیس گولدزبری، سانی سالجیک, Vanessa Anne Williams, کالین کمپ | Fantasy                                   | [ ۱۸۸ ] |
| س پ ت ا م ب ر | ۲۱      | خود زندگی                                        | آمازون استودیوز / تمپل هیل انترتینمنت              | Dan Fogelman (کارگردانی/فیلمنامه); اسکار آیزاک، اولیویا وایلد، مندی پتینکین، اولیویا کوک، لایا کوستا، آنت بنینگ، آنتونیو باندراس | درام                                      | [ ۱۸۹ ] |
| س پ ت ا م ب ر | ۲۱      | برادران سیسترز                                   | آناپورنا پیکچرز                                    | ژاک اودیار (کارگردانی); Jacques Audiard, توماس بیدگین (فیلمنامه); جان سی ریلی، واکین فینیکس، جیک جیلنهال، ریز احمد | Western, کمدی                             | [ ۱۹۰ ] |
| س پ ت ا م ب ر | ۲۱      | ملت ترور                                         | نئون (شرکت)                                        | سام لوینسون (کارگردانی/فیلمنامه); اودسا یانگ، سوکی واترهاوس، هری نف، آبرا (خواننده), بلا تورن، بیل اسکارشگورد، کودی کریستین، جوئل مک‌هال، مود اپتو، کولمن دومینگو، آنیکا نونی رز | جنایی، درام                               | [ ۱۹۱ ] |
| س پ ت ا م ب ر | ۲۱      | کولت                                             | بلیکر استریت                                       | واش وستمورلند (کارگردانی/فیلمنامه); ریچارد گلتزر (فیلمنامه); کیرا نایتلی، دومینیک وست | زندگی‌نامه‌ای، درام                         | [ ۱۹۲ ] |
| س پ ت ا م ب ر | ۲۱      | Fahrenheit 11/9                                  | Briarcliff / State Run Films                       | مایکل مور (کارگردانی/فیلمنامه) | Documentary                               | [ ۱۹۳ ] |
| س پ ت ا م ب ر | ۲۱      | My Son                                           | Cohen Media Group                                  | کریستین کاریون (کارگردانی/فیلمنامه); گیوم کنه، ملانی لوران | درام، هیجانی                              | [ ۱۹۴ ] |
| س پ ت ا م ب ر | ۲۱      | Love, Gilda                                      | مگنولیا پیکچرز / Motto Pictures / 3 Faces Films    | Lisa Dapolito (کارگردانی); گیلدا رادنر | Documentary                               | [ ۱۹۵ ] |
| س پ ت ا م ب ر | ۲۵      | My Hero Academia: Two Heroes                     | توهو / بونز                                        | Kenji Nagasaki (کارگردانی); Yōsuke Kuroda (فیلمنامه); Justin Briner, Christopher R. Sabat, Clifford Chapin, لوسی کریستیان، J. Michael Tatum, David Matranga | Anime, Superhero                          | [ ۱۹۶ ] |
| س پ ت ا م ب ر | ۲۸      | پاکوچولو                                         | برادران وارنر / گروه انیمیشن وارنر                 | Karey Kirkpatrick (کارگردانی/فیلمنامه); چنینگ تیتوم، جیمز کوردن، زندیا، کامن، لبران جیمز، جینا رادریگز، دنی دویتو، یارا شهیدی، Ely Henry, جیمی تاترو | پویانمایی، فانتزی، کمدی                   | [ ۱۹۷ ] |
| س پ ت ا م ب ر | ۲۸      | مدرسه شبانه (فیلم ۲۰۱۸)                          | یونیورسال استودیوز / Will Packer Productions       | مالکوم دی. لی (کارگردانی); کوین هارت، Harry Ratchford, Joey Wells, Matt Kellard, نیکلاس استولر (فیلمنامه); Kevin Hart, تیفانی هدیش، راب ریگل، رومانی مالکو | کمدی                                      | [ ۱۹۸ ] |
| س پ ت ا م ب ر | ۲۸      | پیرمرد و تفنگ                                    | فاکس سرچلایت پیکچرز                                | دیوید لاوری (کارگردانی/فیلمنامه); رابرت ردفورد، کیسی افلک، دنی گلاور، تیکا سومپتر، تام ویتس، سیسی اسپیسک | Heist, هیجانی                             | [ ۱۹۹ ] |
| س پ ت ا م ب ر | ۲۸      | جشن جهنمی                                        | لاینزگیت فیلمز / سی‌بی‌اس فیلمز                      | Gregory Plotkin (کارگردانی); William Penick, Chris Sey (فیلمنامه); بکس تیلور-کلاوس، Amy Forsyth, Reign Edwards, Christian James, Matt Mercurio, Roby Attal | ترسناک                                    | [ ۲۰۰ ] |

### October–December
| Opening     | Opening | Title                                                 | Studio                                                               | Cast and crew | Genre                              | Ref.    |
| ----------- | ------- | ----------------------------------------------------- | -------------------------------------------------------------------- | --- | ---------------------------------- | ------- |
| ا ک ت ب ر   | ۲       | Power of the Air                                      | Five & Two Pictures                                                  | Dave Christiano (کارگردانی/فیلمنامه); Nicholas X. Parsons, پتی دوک، مایکل گروس، Tracy Goode, Karyn Williams, Wendell Kinney, Veryl Jones | درام                               | [ ۲۰۱ ] |
| ا ک ت ب ر   | ۵       | ونوم                                                  | کلمبیا پیکچرز / مارول انترتینمنت                                     | روبن فلیشر (کارگردانی); Jeff Pinkner, Scott Rosenberg, Kelly Marcel (فیلمنامه); تام هاردی، میشل ویلیامز، ریز احمد، اسکات هیز، رید اسکات، جنی سلیت | ابرقهرمانی، اکشن، هیجانی، کمدی     | [ ۲۰۲ ] |
| ا ک ت ب ر   | ۵       | ستاره‌ای متولد شده‌است                                  | برادران وارنر                                                        | بردلی کوپر (کارگردانی/فیلمنامه); اریک راث، Will Fetters (فیلمنامه); Bradley Cooper, لیدی گاگا، سام الیوت، دیو چپل، اندرو دایس کلی، آنتونی راموس، رافی گراورن، گرگ گرانبرگ | درام، رمانتیک، Musical             | [ ۲۰۳ ] |
| ا ک ت ب ر   | ۵       | نفرتی که تو می‌کاری                                    | فاکس قرن بیستم / تمپل هیل انترتینمنت                                 | جورج تیلمن (کارگردانی); آدری ولز (فیلمنامه); آماندلا استنبرگ، رجینا هال، راسل هرنزبی، کی جی آپا، آلجی اسمیت، Lamar Johnson, ایسا رای, سابرینا کارپنتر، کامن، آنتونی مکی | درام                               | [ ۲۰۴ ] |
| ا ک ت ب ر   | ۱۰      | شاهزاده خوشحال                                        | سونی پیکچرز کلاسیکس                                                  | روپرت اورت (کارگردانی/فیلمنامه); Rupert Everett, کالین فرث، کالین مورگان، امیلی واتسون | زندگی‌نامه‌ای، درام                  | [ ۲۰۵ ] |
| ا ک ت ب ر   | ۱۲      | نخستین انسان                                          | یونیورسال استودیوز / دریم‌ورکس / تمپل هیل انترتینمنت                  | دیمین شزل (کارگردانی); جاش سینگر (فیلمنامه); رایان گاسلینگ، کلر فوی، جیسون کلارک، کایل چندلر، کوری استول، کیران هایندز، کریستوفر ابوت، پاتریک فوگیت، لوکاس هاس | زندگی‌نامه‌ای، درام                  | [ ۲۰۶ ] |
| ا ک ت ب ر   | ۱۲      | اوقات بد در ال‌رویال                                   | فاکس قرن بیستم                                                       | درو گادرد (کارگردانی/فیلمنامه); جف بریجز، سینتیا اریوو، داکوتا جانسون، جان هم، کیلی اسپینی، لوئیس پولمن، نیک آفرمن، کریس همسورث | Thriller, معمایی، Crime            | [ ۲۰۷ ] |
| ا ک ت ب ر   | ۱۲      | مورمور۲: هالووین جن‌زده                                | کلمبیا پیکچرز / سونی پیکچرز انیمیشن / اوریجینال فیلم                 | Ari Sandel (کارگردانی); Rob Lieber (فیلمنامه); وندی مک‌لندن کاوی، مدیسون آیسمن، جرمی ری تیلور، Caleel Harris, کریس پارنل، کن جیونگ، جک بلک | ترسناک، کمدی                       | [ ۲۰۸ ] |
| ا ک ت ب ر   | ۱۲      | پسر زیبا                                              | آمازون استودیوز / پلن بی انترتینمنت                                  | فیلیکس ون گرینینگن (کارگردانی/فیلمنامه); لوک دیویس (فیلمنامه); استیو کارل، تیموتی شالامی، مورا تیرنی، ایمی رایان | زندگی‌نامه‌ای، درام                  | [ ۲۰۹ ] |
| ا ک ت ب ر   | ۱۲      | The Oath                                              | رودساید اترکشنز                                                      | آیک بارینهولتز (کارگردانی/فیلمنامه); Ike Barinholtz, تیفانی هدیش، نورا دان، کریس الیس، Jon Barinholtz, Meredith Hagner, کری براونستین، بیلی مگنوسن، جان چو | کمدی                               | [ ۲۱۰ ] |
| ا ک ت ب ر   | ۱۲      | Gosnell: The Trial of America's Biggest Serial Killer | Hat Tip Films / GVN Releasing                                        | نیک سیرسی (کارگردانی); Earl Billings, رادین کاین، سارا جین موریس، مایکل بیچ | درام، Crime                        | [ ۲۱۱ ] |
| ا ک ت ب ر   | ۱۹      | هالووین                                               | یونیورسال استودیوز / بلوم هاوس پروداکشنز                             | دیوید گوردون گرین (کارگردانی/فیلمنامه); Jeff Fradley, دنی مک‌براید (فیلمنامه); جیمی لی کرتیس، جودی گریر، Andi Matichak, ویل پاتون، ویرجینیا گاردنر | ترسناک                             | [ ۲۱۲ ] |
| ا ک ت ب ر   | ۱۹      | هرگز می‌توانی مرا ببخشی؟                               | فاکس سرچلایت پیکچرز                                                  | ماریل هلر (کارگردانی); Nicole Holofcener, Jeff Whitty (فیلمنامه); ملیسا مک‌کارتی، ریچارد ای گرانت | زندگی‌نامه‌ای، درام، کمدی            | [ ۲۱۳ ] |
| ا ک ت ب ر   | ۱۹      | Mid90s                                                | ای ۲۴                                                                | جونا هیل (کارگردانی/فیلمنامه); سانی سالجیک, لوکاس هجز، کاترین واترستون | درام                               | [ ۲۱۴ ] |
| ا ک ت ب ر   | ۱۹      | حیوانات وحشی                                          | آی‌اف‌سی فیلمز / June Pictures                                         | پل دینو (کارگردانی/فیلمنامه); زویی کازان (فیلمنامه); کری مولیگان، جیک جیلنهال، اد اوکسنبولد، بیل کمپ | درام                               | [ ۲۱۵ ] |
| ا ک ت ب ر   | ۱۹      | What They Had                                         | بلیکر استریت                                                         | Elizabeth Chomko (کارگردانی/فیلمنامه); هیلاری سوانک، مایکل شنون، رابرت فورستر، بلایث دانر، تایسا فارمیگا، جاش لوکاس | درام                               | [ ۲۱۶ ] |
| ا ک ت ب ر   | ۲۶      | قاتل شکارچی                                           | سامیت انترتینمنت / اوریجینال فیلم                                    | Donovan Marsh (کارگردانی); Arne Schmidt, Jamie Moss (فیلمنامه); جرارد باتلر، گری اولدمن، کامن، توبی استیونز، لیندا کاردلیانی، دیوید گیسی، گابریل چاواریا، زین هولتز، مایکل نیکویست | اکشن، ماجراجویی، کمدی              | [ ۲۱۷ ] |
| ا ک ت ب ر   | ۲۶      | جانی اینگلیش دوباره حمله می‌کند                        | یونیورسال استودیوز / استودیوکانال / ورکینگ تایتل فیلمز               | دیوید کر (کارگردانی); William Davies (فیلمنامه); روآن اتکینسون، اولگا کوریلنکو، بن میلر | اکشن، هیجانی                       | [ ۲۱۸ ] |
| ا ک ت ب ر   | ۲۶      | سوسپیریا                                              | آمازون استودیوز                                                      | لوکا گوادانینو (کارگردانی); David Kajganich (فیلمنامه); داکوتا جانسون، تیلدا سوینتن، میا گاث، جسیکا هارپر، کلویی گریس مورتس | ترسناک                             | [ ۲۱۹ ] |
| ا ک ت ب ر   | ۲۶      | Indivisible                                           | Pure Flix                                                            | David G. Evans (کارگردانی/فیلمنامه); Cheryl McKay (فیلمنامه); سارا درو، جاستین برونینگ، جیسون وینستون جرج، مادلین کارول، Tanner Stine, مایکل اونیل، تیا مائوری، اریک کلوز | درام، Faith                        | [ ۲۲۰ ] |
| ا ک ت ب ر   | ۲۶      | Bullitt County                                        | Mr. Pictures                                                         | David McCracken (کارگردانی/فیلمنامه); Mike C. Nelson, Jenni Melear, David McCracken, Napoleon Ryan, ریچارد ریلی، دوروتی لیمان | Thriller                           | [ ۲۲۱ ] |
| ن و ا م ب ر | ۲       | راپسودی بوهمی                                         | فاکس قرن بیستم / ریجنسی انترتینمنت / جی کی فیلمز                     | برایان سینگر (کارگردانی); آنتونی مک‌کارتن (فیلمنامه); رامی ملک، لوسی بوینتون، Gwilym Lee, بن هاردی، جوزف مازلو، آیدان گیلن، آلن لیچ، تام هولندر، مایک مایرز | زندگی‌نامه‌ای، درام، Music           | [ ۲۲۲ ] |
| ن و ا م ب ر | ۲       | فندق‌شکن و چهار قلمرو                                  | والت دیزنی پیکچرز                                                    | لاسه هالستروم، جو جانستون (کارگردانی); Ashleigh Powell (فیلمنامه); کیرا نایتلی، مک‌کنزی فوی، اوگینو دربز، متیو مک‌فادین، ریچارد ای گرانت، میستی کوپلند، هلن میرن، مورگان فریمن | Fantasy                            | [ ۲۲۳ ] |
| ن و ا م ب ر | ۲       | هیچ‌کس احمق نیست (فیلم ۲۰۱۸)                           | Paramount Players / تایلر پری                                        | تایلر پری (کارگردانی/فیلمنامه); تیفانی هدیش، تیکا سومپتر، عمری هاردویک، مکاد بروکس، امبر رایلی، ووپی گلدبرگ | کمدی                               | [ ۲۲۴ ] |
| ن و ا م ب ر | ۲       | پسر پاک شد                                            | فوکس فیچرز                                                           | جوئل اجرتون (کارگردانی/فیلمنامه); لوکاس هجز، نیکول کیدمن، راسل کرو، Joel Edgerton, جو آلوین، زاویه دولان، تروی سیوان، چری جونز، فلی | زندگی‌نامه‌ای، درام                  | [ ۲۲۵ ] |
| ن و ا م ب ر | ۲       | یک جنگ خصوصی                                          | Aviron Pictures                                                      | متیو هاینمن (کارگردانی); آرش عامل (فیلمنامه); رزمند پایک، جیمی درنان، استنلی توچی، تام هولندر | زندگی‌نامه‌ای، درام                  | [ ۲۲۶ ] |
| ن و ا م ب ر | ۲       | Bodied                                                | نئون (شرکت) / یوتیوب پریمیوم                                         | جوزف کان (کارگردانی); Alex Larsen (فیلمنامه); کلم ورذی، جاکی لانگ، Rory Uphold, Dumbfoundead, Walter Perez, آنتونی مایکل هال | کمدی، درام                         | [ ۲۲۷ ] |
| ن و ا م ب ر | ۶       | رقیب پیشتاز                                           | کلمبیا پیکچرز                                                        | جیسون رایتمن (کارگردانی); Matt Bai, Jason Reitman, Jay Carson (فیلمنامه); هیو جکمن، ورا فارمیگا، جی. کی. سیمونز، آلفرد مولینا | زندگی‌نامه‌ای، درام                  | [ ۲۲۸ ] |
| ن و ا م ب ر | ۹       | گرینچ                                                 | یونیورسال استودیوز / ایلومینیشن اینترتینمنت                          | Yarrow Cheney, اسکات موژر (directors); Matthew O'Callaghan (co-director); Michael LeSieur, Tommy Swerdlow (فیلمنامه); بندیکت کامبربچ، رشیدا جونز، کینن تامسون، Cameron Seely, آنجلا لنسبوری، فارل ویلیامز                                                                                          | پویانمایی، خانوادگی، فانتزی، کمدی  | [ ۲۲۹ ] |
| ن و ا م ب ر | ۹       | دختری در تار عنکبوت                                   | کلمبیا پیکچرز / اسکات رودین                                          | فده آلوارز (کارگردانی/فیلمنامه); استیون نایت، Jay Basu (فیلمنامه); کلر فوی، سوریر گودناسون، کیت استنفیلد، سیلفیا هوکس، استیون مرچنت | جنایی، هیجانی                      | [ ۱۶۴ ] |
| ن و ا م ب ر | ۹       | ارباب                                                 | پارامونت پیکچرز / بد روبات                                           | Julius Avery (کارگردانی); بیلی ری، مارک ال. اسمیت (فیلمنامه); جوان آدپو، وایت راسل، Mathilde Ollivier, جان ماگارو، Gianny Taufer, پیلو اسبک، بوکیم وودبین | اکشن، ترسناک، هیجانی               | [ ۲۳۰ ] |
| ن و ا م ب ر | ۱۳      | Lazer Team 2                                          | Rooster Teeth                                                        | Daniel Fabelo & Matt Hullum (کارگردانی); Daniel Fabelo, Matt Hullum & Burnie Burns (فیلمنامه); Gavin Free, Michael Jones, Burnie Burns, کلتون دون، نیکول بلوم، الی دی‌بری | Sci-fi, اکشن، کمدی                 | [ ۲۳۱ ] |
| ن و ا م ب ر | ۱۵      | Conundrum: Secrets Among Friends                      | لاینزگیت فیلمز                                                       | Josh Webber (کارگردانی); Shaun Cairo (فیلمنامه), Jo Marie Payton, گری لروی گری، پائولا جای پارکر، Parker McKenna Posey | درام، هیجانی                       | [ ۲۳۲ ] |
| ن و ا م ب ر | ۱۶      | جانوران شگفت‌انگیز: جنایات گریندل‌والد                  | برادران وارنر / هی‌دی فیلمز                                           | دیوید ییتس (کارگردانی); جی.کی. رولینگ (فیلمنامه); ادی ردمین، کاترین واترستون، دن فوگلر، آلیسون سودول، ازرا میلر، زوئی کراویتز، کلوم ترنر، کیم کلودیا، William Nadylam, Kevin Guthrie, جود لا، جانی دپ                                                                                              | Fantasy                            | [ ۲۳۳ ] |
| ن و ا م ب ر | ۱۶      | بیوه‌ها                                                | فاکس قرن بیستم / ریجنسی انترتینمنت                                   | استیو مک‌کوئین (کارگردانی/فیلمنامه); گیلین فلین (فیلمنامه); وایولا دیویس، میشل رودریگز، الیزابت دبیکی، سینتیا اریوو، کالین فارل، برایان تایری هنری، دنیل کالویا، گرت دیلاهانت، کری کون، جکی ویور، جان برنثال، مانوئل گارسیا-رولفو، رابرت دووال، لیام نیسون                                          | Heist, هیجانی، Crime               | [ ۴۵ ]  |
| ن و ا م ب ر | ۱۶      | خانواده فوری                                          | پارامونت پیکچرز                                                      | شان آندرس (کارگردانی/فیلمنامه); John Morris (فیلمنامه); مارک والبرگ، رز بیرن، ایزابلا مونر، Tig Notaro, مارگو مارتیندال، جولی هاگرتی، اکتاویا اسپنسر | کمدی                               | [ ۲۳۴ ] |
| ن و ا م ب ر | ۲۱      | رالف اینترنت را خراب می‌کند                            | والت دیزنی پیکچرز / استودیو انیمیشن والت دیزنی                       | ریچ مور، Phil Johnston (directors); Phil Johnston, Pamela Ribon (فیلمنامه); جان سی ریلی، سارا سیلورمن، گل گدوت، تراجی پی. هنسون، جک مک‌بریر، جین لینچ، بیل هیدر، آلفرد مولینا، آلن تودیک، اد اونیل                                                                                                  | پویانمایی، فانتزی، ماجراجویی، کمدی | [ ۵۰ ]  |
| ن و ا م ب ر | ۲۱      | کرید ۲                                                | مترو گلدوین مایر / برادران وارنر                                     | استیون کیپل جونیور (کارگردانی); سیلوستر استالونه، Juel Taylor (فیلمنامه); مایکل بی.جردن، Sylvester Stallone, تسا تامپسون، دولف لاندگرن، Florian Munteanu, وود هریس، فیلیسیا رشاد | ورزشی، درام                        | [ ۲۳۵ ] |
| ن و ا م ب ر | ۲۱      | رابین هود                                             | سامیت انترتینمنت                                                     | Otto Bathurst (کارگردانی); Ben Chandler, David James Kelly (فیلمنامه); تارون اگرتون، جیمی فاکس، بن مندلسون، ایو هیوسن، تیم مینچین، جیمی درنان | اکشن، ماجراجویی                    | [ ۲۳۶ ] |
| ن و ا م ب ر | ۲۱      | کتاب سبز                                              | یونیورسال استودیوز / رسانه پارتیکیپنت                                | پیتر فارلی (کارگردانی/فیلمنامه); Brian Hayes Currie, Nick Vallelonga (فیلمنامه); ویگو مورتنسن، ماهرشالا علی، لیندا کاردلیانی | درام                               | [ ۲۳۷ ] |
| ن و ا م ب ر | ۲۱      | رما                                                   | نت‌فلیکس                                                              | آلفونسو کوارون (کارگردانی/فیلمنامه); یالیتزا آپاریچیو، مارینا د تاویرا، Fernando Grediaga, Jorge Antonio Guerrero | درام                               | [ ۲۳۸ ] |
| ن و ا م ب ر | ۲۳      | سوگلی                                                 | فاکس سرچلایت پیکچرز                                                  | یورگوس لانتیموس (کارگردانی); Deborah Davis, Tony McNamara (فیلمنامه); الیویا کلمن، اما استون، ریچل وایس، نیکلاس هولت، جو آلوین | زندگی‌نامه‌ای، درام                  | [ ۲۳۹ ] |
| ن و ا م ب ر | ۲۳      | خانواده دزدها                                         | مگنولیا پیکچرز                                                       | هیروکازو کورئیدا (کارگردانی/فیلمنامه); لیلی فرانکی، ساکورا آندو، مایو ماتسواوکا، Kairi Jō, Miyu Sasaki, کیرین کیکی | درام                               | [ ۲۴۰ ] |
| ن و ا م ب ر | ۲۴      | Pokémon the Movie: The Power of Us                    | پوکمان / Fathom Events / اوال‌ام                                      | Tetsuo Yajima (کارگردانی); Eiji Umehara, Aya Takaha (فیلمنامه); Sarah Natochenny | پویانمایی، ماجراجویی               | [ ۲۴۱ ] |
| ن و ا م ب ر | ۲۹      | موگلی                                                 | نت‌فلیکس / برادران وارنر                                              | اندی سرکیس (کارگردانی); Callie Kloves (فیلمنامه); روئن چاند، کریستین بیل، کیت بلانشت، بندیکت کامبربچ، Andy Serkis, متیو ریس، فریدا پینتو، نائومی هریس | ماجراجویی، Fantasy                 | [ ۲۴۲ ] |
| ن و ا م ب ر | ۲۹      | ۲٫۰                                                   | Lyca Productions                                                     | اس شانکار (director & screenplay); راجینیکانت، آکشی کومار، ایمی جکسون، سودهانشو پاندی | Sci-Fi, اکشن                       | [ ۲۴۳ ] |
| ن و ا م ب ر | ۳۰      | تسخیر هانا گریس                                       | اسکرین جمز                                                           | Diederik van Rooijen (کارگردان), Brian Sieve (writer), شای میتچل، گری دیمون، Kirby Johnson, استانا کاتیک | ترسناک                             | [ ۲۴۴ ] |
| ن و ا م ب ر | ۳۰      | Anna and the Apocalypse                               | اوریون پیکچرز                                                        | John McPhail (کارگردانی); Alan McDonald, Ryan McHenry (فیلمنامه); Ella Hunt, Malcolm Cumming , Marli Siu, Sarah Swire, Christopher Leveaux, Ben Wiggins | ترسناک، Musical, کمدی              | [ ۲۴۵ ] |
| د س ا م ب ر | ۴       | کفرناحوم                                              | سونی پیکچرز کلاسیکس                                                  | نادین لبکی (کارگردانی/فیلمنامه); زین الرافعی، Yordanos Shiferaw, Boluwatife Treasure Bankole, Kawthar Al Haddad | درام                               | [ ۲۴۶ ] |
| د س ا م ب ر | ۷       | ماری ملکه اسکاتلند                                    | فوکس فیچرز / ورکینگ تایتل فیلمز                                      | Josie Rourke (کارگردانی); بو ویلیمن (فیلمنامه); سورشا رونان، مارگو رابی، جک لودن، جو آلوین، دیوید تننت، گای پیرس | تاریخی، درام                       | [ ۲۴۷ ] |
| د س ا م ب ر | ۷       | بن برگشته                                             | LD Entertainment / لاینزگیت فیلمز / رودساید اترکشنز                  | پیتر هجز (کارگردانی/فیلمنامه); لوکاس هجز، جولیا رابرتس، کاترین نیوتون، کورتنی بی. ونس | درام                               | [ ۲۴۸ ] |
| د س ا م ب ر | ۱۴      | مرد عنکبوتی: به درون دنیای عنکبوتی                    | کلمبیا پیکچرز / مارول انترتینمنت / سونی پیکچرز انیمیشن / ایمی پاسکال | Bob Persichetti, Peter Ramsey, Rodney Rothman (directors); فیل لرد و کریستوفر میلر، Rodney Rothman (فیلمنامه); شامیک مور، جیک جانسون، هیلی استاینفلد، ماهرشالا علی، برایان تایری هنری، لورین ولز، لی‌لی تاملین، زوئی کراویتز، جان مولانی، کیمیکو گلن، نیکلاس کیج، کاترین هان، لیو شرایبر، کریس پاین | پویانمایی، ابرقهرمانی، اکشن، کمدی  | [ ۲۴۹ ] |
| د س ا م ب ر | ۱۴      | موتورهای فانی                                         | یونیورسال استودیوز / رسانه رایتس کاپیتال / WingNut Films             | Christian Rivers (کارگردانی); پیتر جکسون، فرن والش، فیلیپا بوینس (فیلمنامه); هوگو ویوینگ، هرا هیلمار، رابرت شیهان، Jihae, Ronan Raftery, Leila George, پاتریک مالاهید، استیون لانگ | Sci-Fi, اکشن، ماجراجویی            | [ ۲۵۰ ] |
| د س ا م ب ر | ۱۴      | مول                                                   | برادران وارنر                                                        | کلینت ایستوود (کارگردانی); نیک شینک (فیلمنامه); Clint Eastwood, بردلی کوپر، لارنس فیشبرن، مایکل پنیا، دایان ویست، اندی گارسیا | زندگی‌نامه‌ای، درام، Crime           | [ ۲۵۱ ] |
| د س ا م ب ر | ۱۴      | اگر خیابان بیل می‌توانست حرف بزند                      | آناپورنا پیکچرز / پلن بی انترتینمنت                                  | بری جنکینز (کارگردانی/فیلمنامه); Kiki Layne, Stephan James, تیونا پریس، رجینا کینگ، دیو فرانکو، اد اسکرین، دیه‌گو لونا، امیلی ریوس | درام، رمانتیک                      | [ ۲۵۲ ] |
| د س ا م ب ر | ۱۹      | بازگشت مری پاپینز                                     | والت دیزنی پیکچرز                                                    | راب مارشال (کارگردانی); دیوید مگی (فیلمنامه); امیلی بلانت، لین-منوئل میرندا، بن ویشاو، امیلی مورتیمر، جولی والترز، کالین فرث، مریل استریپ، دیک ون دایک، آنجلا لنسبوری | Musical, فانتزی، خانوادگی          | [ ۲۵۳ ] |
| د س ا م ب ر | ۲۱      | آکوامن                                                | برادران وارنر / دی‌سی کامیکس                                          | جیمز وان (کارگردانی); David Leslie Johnson-McGoldrick, ویل بیل (فیلمنامه); جیسون موموآ، امبر هرد، ویلم دفو، پاتریک ویلسون، دولف لاندگرن، یحیی عبدالمتین دوم، نیکول کیدمن | ابرقهرمانی، اکشن، ماجراجویی        | [ ۲۵۴ ] |
| د س ا م ب ر | ۲۱      | بامبلبی                                               | پارامونت پیکچرز / السپارک                                            | تراویس نایت (کارگردانی); Christina Hodson (فیلمنامه); هیلی استاینفلد، جان سینا، خورخه لندبورگ جونیور، جان اورتیز، جیسون دراکر, پاملا ادلون، دیلن اوبرایان، آنجلا باست، جاستین ثرو، پیتر کالن | اکشن، ماجراجویی، Sci-Fi            | [ ۲۵۵ ] |
| د س ا م ب ر | ۲۱      | به مارون خوش آمدید                                    | یونیورسال استودیوز / دریم‌ورکس / ImageMovers                          | رابرت زمکیس (کارگردانی/فیلمنامه); Caroline Thompson (فیلمنامه); استیو کارل، لزلی من، دیانه کروگر، فالک هنچل، جنل مونی، ایزا گونزالس، گوئندولین کریستی | فانتزی، درام                       | [ ۲۵۶ ] |
| د س ا م ب ر | ۲۱      | نقش دوم                                               | اس‌تی‌اکس انترتینمنت                                                   | پیتر سگال (کارگردانی); Elaine Goldsmith-Thomas, Justin Zackham (فیلمنامه); جنیفر لوپز، لیه رمینی، ونسا هاجنز، تریت ویلیامز، میلو ونتیمیگلیا | درام                               | [ ۲۵۷ ] |
| د س ا م ب ر | ۲۱      | جنگ سرد                                               | آمازون استودیوز                                                      | پاوو پاولیکوفسکی (کارگردانی); Paweł Pawlikowski, یانوش گووواتسکی (فیلمنامه); یوانا کولیگ، توماش کات، آگاتا کولشا | رمانتیک، کمدی                      | [ ۲۵۸ ] |
| د س ا م ب ر | ۲۵      | هولمز و واتسون                                        | کلمبیا پیکچرز / گری سانچز پروداکشنز                                  | ایتان کوئن (کارگردانی/فیلمنامه); ویل فرل، جان سی ریلی، ربکا هال، رالف فاینز، راب برایدون، کلی مکدونالد، استیو کوگان، لورن لپکس، پم فریس، هیو لوری | معمایی، کمدی                       | [ ۱۶۴ ] |
| د س ا م ب ر | ۲۵      | معاون                                                 | آناپورنا پیکچرز / پلن بی انترتینمنت                                  | آدام مک‌کی (کارگردانی/فیلمنامه); کریستین بیل، ایمی آدامز، استیو کارل، سم راکول، تایلر پری، الیسون پیل، لی‌لی ریب، جسی پلمونس | زندگی‌نامه‌ای، درام                  | [ ۱۳۸ ] |
| د س ا م ب ر | ۲۵      | بر اساس جنسیت                                         | فوکس فیچرز                                                           | میمی لدر (کارگردانی); Daniel Stiepleman (فیلمنامه); فلیسیتی جونز، آرمی همر، جاستین ثرو، جک رینور، کیلی اسپینی، سم واترستون، کتی بیتس | زندگی‌نامه‌ای، درام                  | [ ۲۲۵ ] |
| د س ا م ب ر | ۲۵      | نابودگر                                               | آناپورنا پیکچرز                                                      | کارین کوساما (کارگردانی); Phil Hay, Matt Manfredi (فیلمنامه); نیکول کیدمن، سباستین استن، توبی کبل، تاتیانا مازلانی، برادلی وایتفورد، جید پتیجان، اسکوت مک‌نری | جنایی، هیجانی                      | [ ۲۵۹ ] |
| د س ا م ب ر | ۲۸      | آینه سیاه: بندراسنچ                                   | نت‌فلیکس                                                              | دیوید اسلید (کارگردانی); چارلی بروکر (فیلمنامه); فیون وایتهد، ویل پولتر، Asim Chaudhry, کریگ پارکینسون، الیس لو، Tallulah Haddon, Catriona Knox, جاناتان آریس | Sci-Fi, هیجانی                     | [ ۲۶۰ ] |